# Ons Jabeur
Pour les articles homonymes, voir Jabeur.
Ons Jabeur (arabe : أنس جابر), née le 28 août 1994 à Ksar Hellal, est une joueuse de tennis tunisienne, professionnelle depuis 2010.
En devenant no 2 mondiale dans le classement WTA en 2022, Ons Jabeur est devenue la joueuse tunisienne, arabe et africaine la mieux classée des classements WTA et ATP. Elle a remporté cinq titres en simple sur le circuit WTA, ainsi que onze titres en simple et un titre en double sur le circuit féminin ITF.
Initiée au tennis à l'âge de trois ans par sa mère, elle remporte en 2011 le tournoi de Roland-Garros junior en simple filles et devient la première Tunisienne à remporter un tournoi du Grand Chelem chez les juniors. Après environ une décennie à jouer principalement au niveau ITF, Ons Jabeur commence à concourir plus régulièrement sur le circuit WTA à partir de 2017.
Son plus grand titre reste à ce jour l'Open de Madrid 2022, qui a fait d'elle la première joueuse arabe et africaine à remporter un tournoi WTA 1000. Elle atteint également trois finales de Grand Chelem, lors du tournoi de Wimbledon 2022, de l'US Open 2022 et du tournoi de Wimbledon 2023.
Véritable icône du monde arabe, ses exploits sportifs lui valent d'être sacrée femme arabe de l'année en 2019 ainsi que personnalité sportive arabe de l'année en 2022. Elle figure aussi parmi les 100 femmes distinguées la même année par la BBC.

## Enfance et profil
Ons Jabeur, fille de Samira et Ridha Jabeur, naît à Ksar Hellal, une petite ville de Tunisie. Elle grandit dans la grande ville côtière voisine de Sousse. Jabeur a deux frères aînés, Hatem et Marwen, et une sœur aînée, Yasmine. Sa mère joue au tennis de manière récréative et l'initie à ce sport à l'âge de trois ans.
Jabeur s'entraîne avec Nabil Mlika pendant dix ans, de quatre à treize ans, commençant à l'origine à travailler avec lui dans un centre de promotion du tennis de son école. Quand elle a dix ans, son club n'ayant pas ses propres courts de tennis, elle est contrainte de s'entraîner sur les courts des hôtels.

À douze ans, Jabeur déménage dans la capitale Tunis pour s'entraîner au lycée sportif d'El Menzah, un lycée sportif national pour les athlètes prometteurs du pays, où elle reste plusieurs années. Plus tard, elle s'entraîne en Belgique et en France à partir de l'âge de seize ans. Jabeur attribue à ses parents les sacrifices qu'ils ont faits quand elle grandissait, en disant : 

« Mes parents ont sacrifié beaucoup de choses — ma mère me conduisait partout en Tunisie pour aller jouer les tournois, et elle m'a encouragé à aller dans une école spécialisée pour étudier. C'était un gros sacrifice de voir sa petite fille partir pour un rêve qui, honnêtement, n'était pas garanti à 100 %. Elle a cru en moi et m'a donné la confiance d'être là. »

## Parcours junior
Jabeur commence à jouer sur le circuit ITF Junior en août 2007, la semaine de son treizième anniversaire. Avec sa compatriote Nour Abbès (en), elle remporte l'épreuve en double de son premier tournoi, le Grade 5 Al Fatah Junior Tournament, au Liban. Elle bat Abbès pour remporter sa première épreuve en simple de 5e année en janvier 2009 aux championnats de tennis juniors de Fujaïrah aux Émirats arabes unis, où elle remporte également l'épreuve en double avec Abbès. Plus tard dans l'année, elle commence à avoir plus de succès dans les tournois de niveau supérieur, terminant deuxième aux championnats internationaux juniors de 2e année du Maroc et remportant les championnats internationaux juniors de 2e année Smash en Égypte, tous deux en simple. Elle fait aussi ses débuts juniors en Grand Chelem, à l'US Open 2009, perdant son match d'ouverture contre Laura Robson.

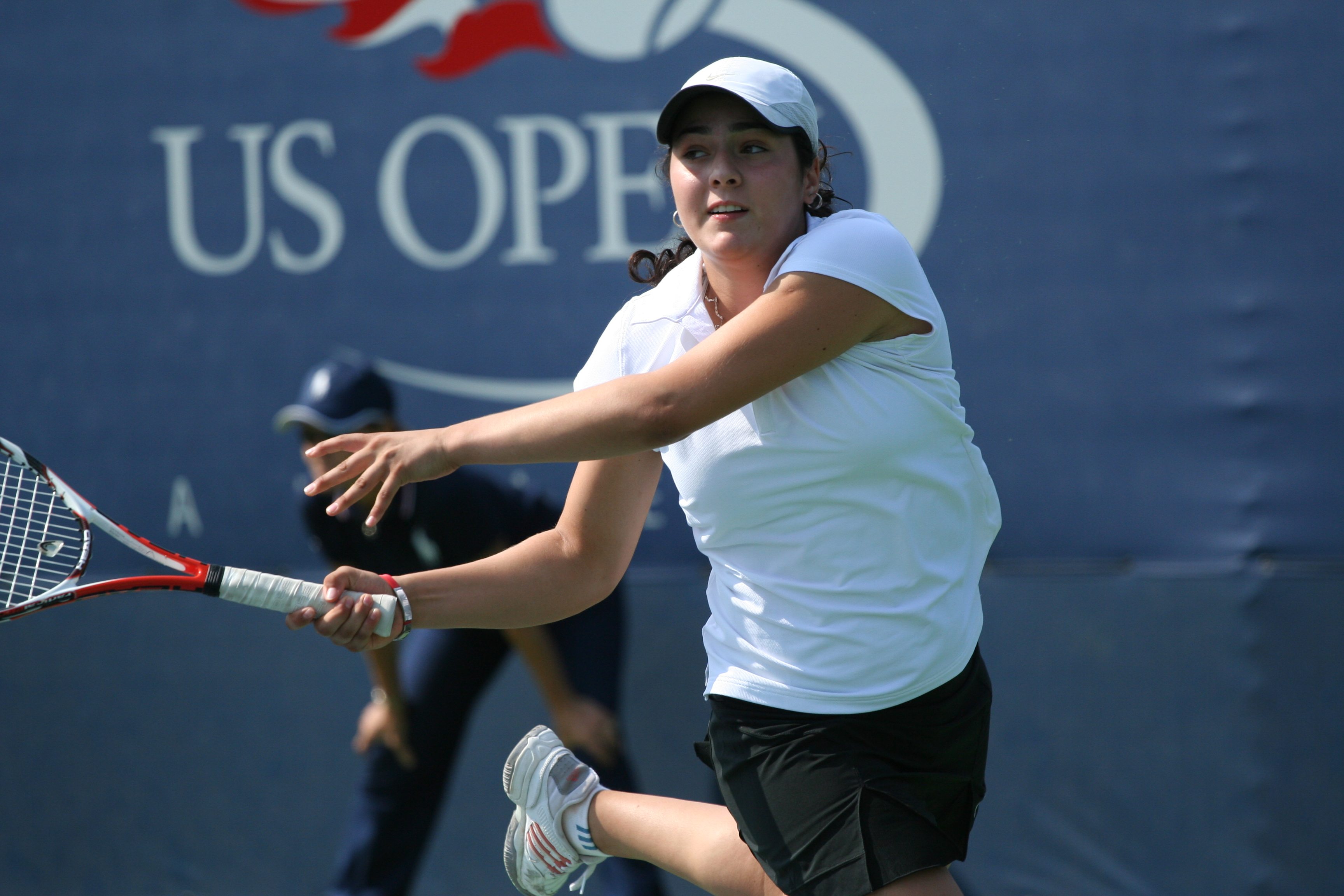
Ons Jabeur à l'US Open junior en 2009.

Jabeur commence à produire de bons résultats au Grand Chelem junior et à d'autres événements de catégorie A en mai 2010. Dans l'épreuve de double au Trofeo Bonfiglio, associée à Charlène Seateun, elle atteint les demi-finales. Deux semaines plus tard, elle dispute Roland-Garros et bat la troisième tête de série Irina Khromacheva en demi-finale avant de s'incliner en finale face à Elina Svitolina. Elle signe une autre bonne performance à Wimbledon, atteignant les quarts de finale en simple (battue par Yulia Putintseva) et la demi-finale en double, éliminée par la paire Khromacheva et Svitolina aux côtés de Mónica Puig. Putintseva bat à nouveau Jabeur à l'US Open. Jabeur y participe en double avec Putintseva et s'incline de nouveau en quart de finale contre Khromacheva, qui elle est associée à Daria Gavrilova. Après l'US Open, Jabeur est opérée du poignet en novembre, ce qui l'empêche de jouer pendant cinq mois jusqu'en avril 2011.
Les deux derniers événements en simple de la carrière junior de Jabeur sont Roland-Garros 2011 et le tournoi de Wimbledon 2011. À Roland-Garros, elle remporte son seul titre du Grand Chelem junior pour devenir la première femme nord-africaine à gagner un tournoi du Grand Chelem junior. En tant que neuvième tête de série, elle renverse Gavrilova (tête de série) en quart de finale, Caroline Garcia (troisième tête de série) en demi-finale, puis Puig (cinquième tête de série) en finale. Ce titre l'aide à se hisser au quatrième rang mondial au classement junior. Elle devient également la première fille arabe à remporter un titre junior en simple du Grand Chelem de l'histoire, et la première junior en général depuis qu'Ismail El Shafei a remporté le titre des garçons de tournoi de Wimbledon 1964. Jabeur participe en outre à l'épreuve de double au Grade 1 Junior International Roehampton, qu'elle remporte en s'associant à Ashleigh Barty.

## Carrière professionnelle

### 2008-2012: débuts sur le circuit WTA
Jabeur commence à jouer sur le circuit féminin de l'ITF en 2008 à l'âge de quatorze ans. En octobre 2009, elle termine deuxième en simple et en double lors d'un tournoi de 10 000 dollars à Monastir, près de sa ville natale, perdant face à Elise Tamaëla (en) dans les deux épreuves.

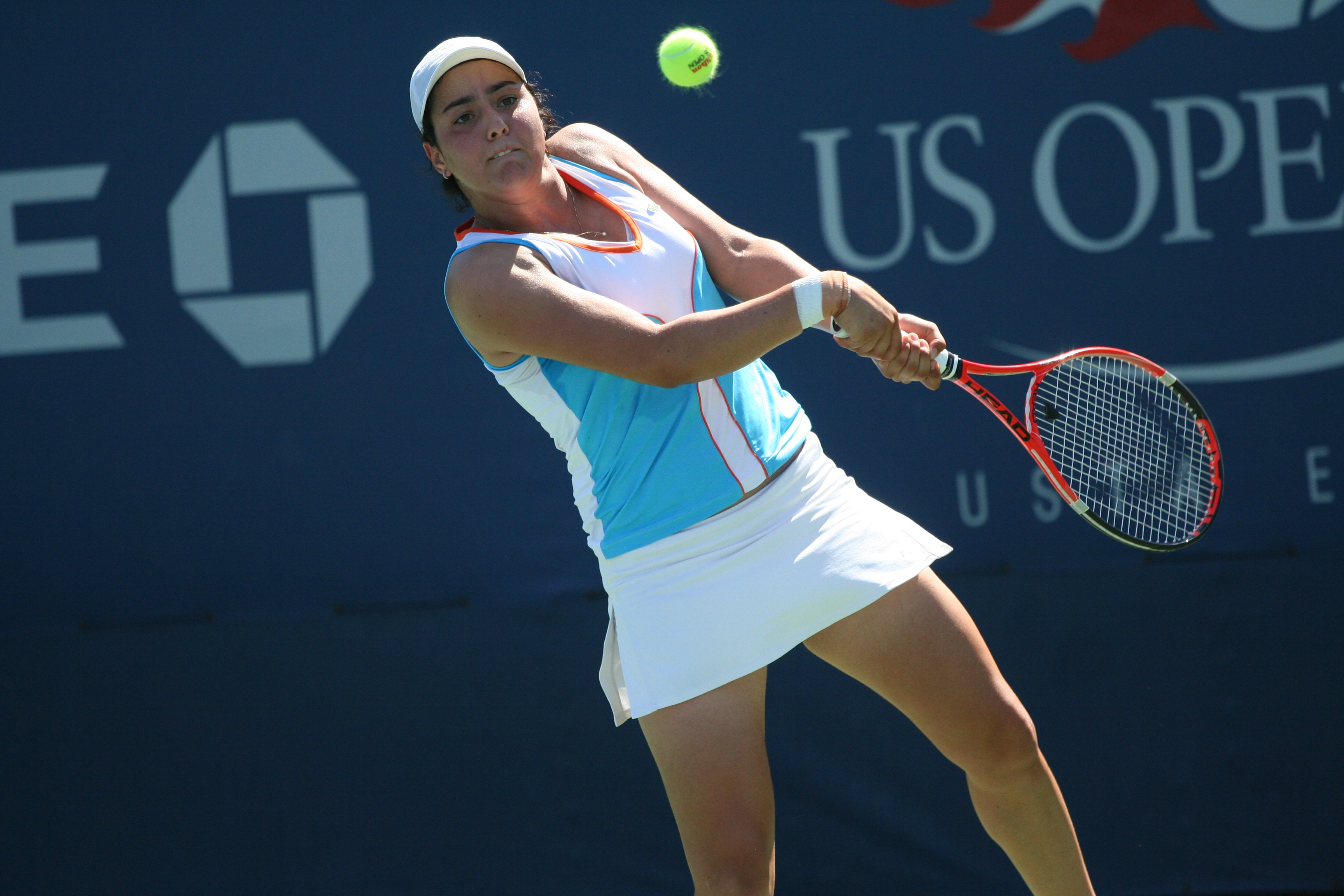
Ons Jabeur à l'US Open 2010.

Elle remporte son premier titre au niveau 10 000 $ en simple en mai 2010 à Antalya en Turquie. Elle remporte ensuite les épreuves de simple et de double lors d'un autre tournoi de 10 000 $ à Casablanca au Maroc, deux mois plus tard. Après avoir subi une opération au poignet gauche à la fin de l'année et remporté un titre junior du Grand Chelem, Jabeur passe aux niveaux de 25 000 $ et 50 000 $ à l'été 2011. Elle fait ses débuts dans un tableau principal du WTA Tour à l'âge de 17 ans, en tant que wild card au Premier 5 tournoi de tennis de Doha en février 2012, où elle perd son premier match de sa carrière contre la 103e joueuse mondiale, Virginie Razzano, en trois sets. Elle reçoit également une wild card pour la compétition de qualification au tournoi de tennis de Dubaï la semaine suivante. Bien qu'elle ne se soit pas qualifiée, elle bat la 33e joueuse mondiale, Zheng Jie, avec un classement de 1169e joueuse mondiale.
Jabeur n'a pas beaucoup de succès sur le circuit ITF en 2012, n'atteignant qu'une seule finale en simple, sa première au niveau de 25 000 $. Elle participe aussi aux qualifications de Roland-Garros, mais ne remporte qu'un seul match. Jabeur termine l'année au 260e rang mondial.

### 2013-2016: stabilité dans le top 200 au niveau de l'ITF

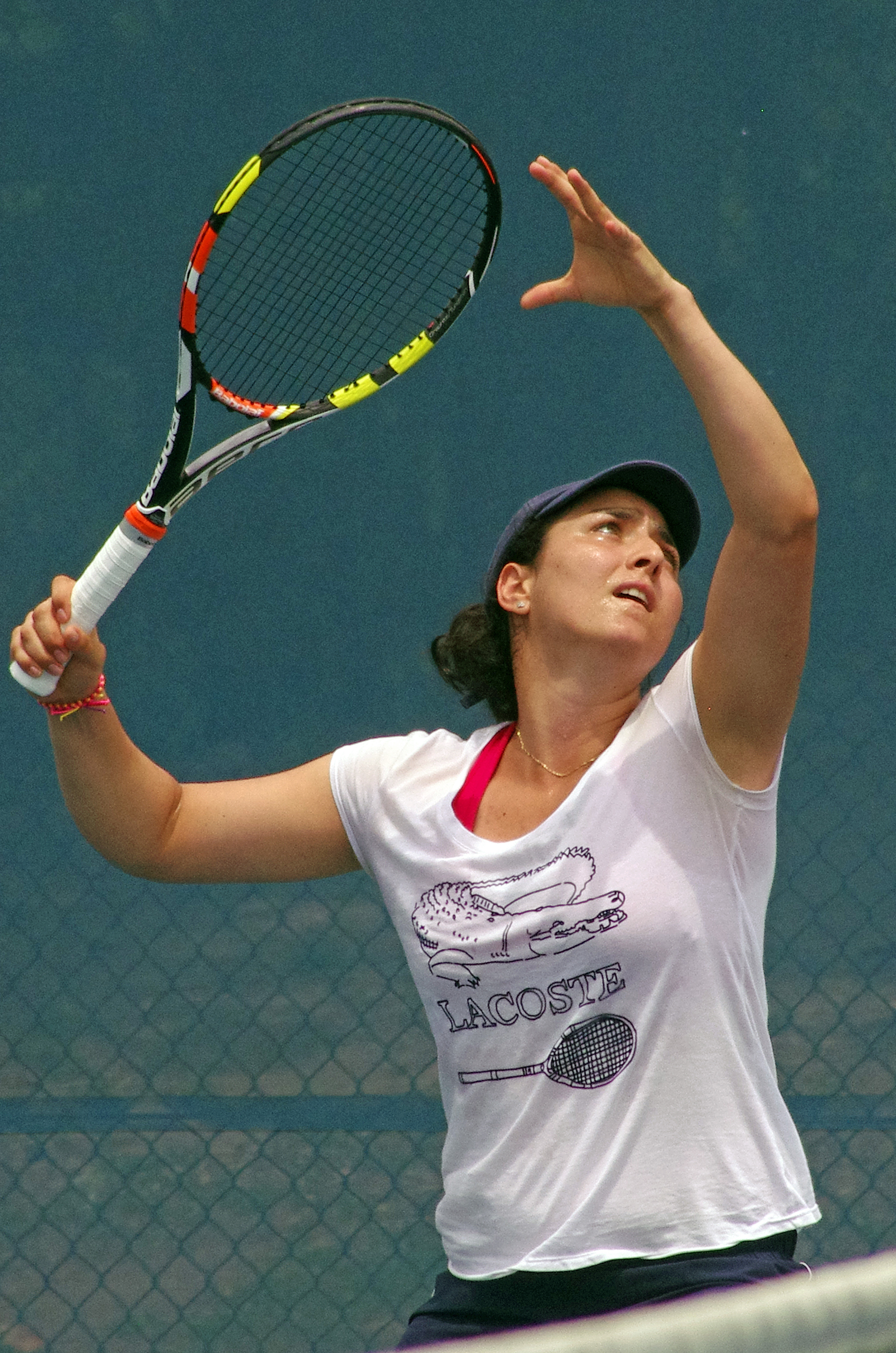
Ons Jabeur en 2015.

Après un démarrage lent en 2013, Jabeur remporte son premier titre à 25 000 $ en avril 2013 à Tunis. Elle remporte ensuite des titres consécutifs de 50 000 $ contre An-Sophie Mestach au Japon en mai, pour la faire entrer dans le top 200 pour la première fois. En juillet, Jabeur dispute son deuxième tableau principal de tournoi WTA au tournoi de tennis de Bakou. Elle bat la tête de série, championne en titre et 37e joueuse mondiale, Bojana Jovanovski, au deuxième tour avant de perdre en quart de finale contre Magda Linette. Elle participe aux compétitions de qualification à Wimbledon et à l'US Open, perdant son match d'ouverture dans les deux épreuves. Un troisième titre de 50 000 $ au Challenger de Saguenay avec une victoire en finale contre Coco Vandeweghe l'amène à un nouveau sommet de sa carrière, le 139e rang mondial.
Jabeur reste dans le top 200 pendant la majeure partie des trois années suivantes, mais ne peut entrer dans le top 100, atteignant un meilleur classement (118e) en 2015. Elle continue à disputer un mélange d'événements ITF et WTA, mais joue principalement au niveau ITF. Son seul titre ITF en 2014 est celui d'un événement de 25 000 $ à Tunis, et elle ne remporte aucun titre en 2015. Elle termine deuxième à deux reprises en 2014, avec le résultat de niveau supérieur à l'Open Nantes Atlantique de 50 000 $, perdant à Kateřina Siniaková.
Après avoir perdu lors des qualifications à Roland-Garros et à Wimbledon, Jabeur se qualifie pour deux tableaux principaux du Grand Chelem consécutifs à l'US Open 2014 et à l'Open d'Australie 2015. Elle perd ses matchs d'ouverture lors des deux tournois, respectivement contre la 19e, Andrea Petkovic, et Vera Zvonareva. Sans titres, finales ou demi-finales en 2015, son classement de fin d'année tombe au 210e rang. Jabeur rebondit avec deux titres de 25 000 $ en janvier 2016. Un titre de 50 000 $ au trophée Nana (en) à Tunis l'aide à revenir dans le top 200 pour toute la saison, une semaine exceptée. Néanmoins, elle perd lors des qualifications à Wimbledon et à l'US Open et ne connaît pas une solide deuxième moitié de saison. Elle termine l'année au 193e rang.

### 2017-2018: troisième tour de Roland-Garros, débuts dans le top 100 puis première finale WTA

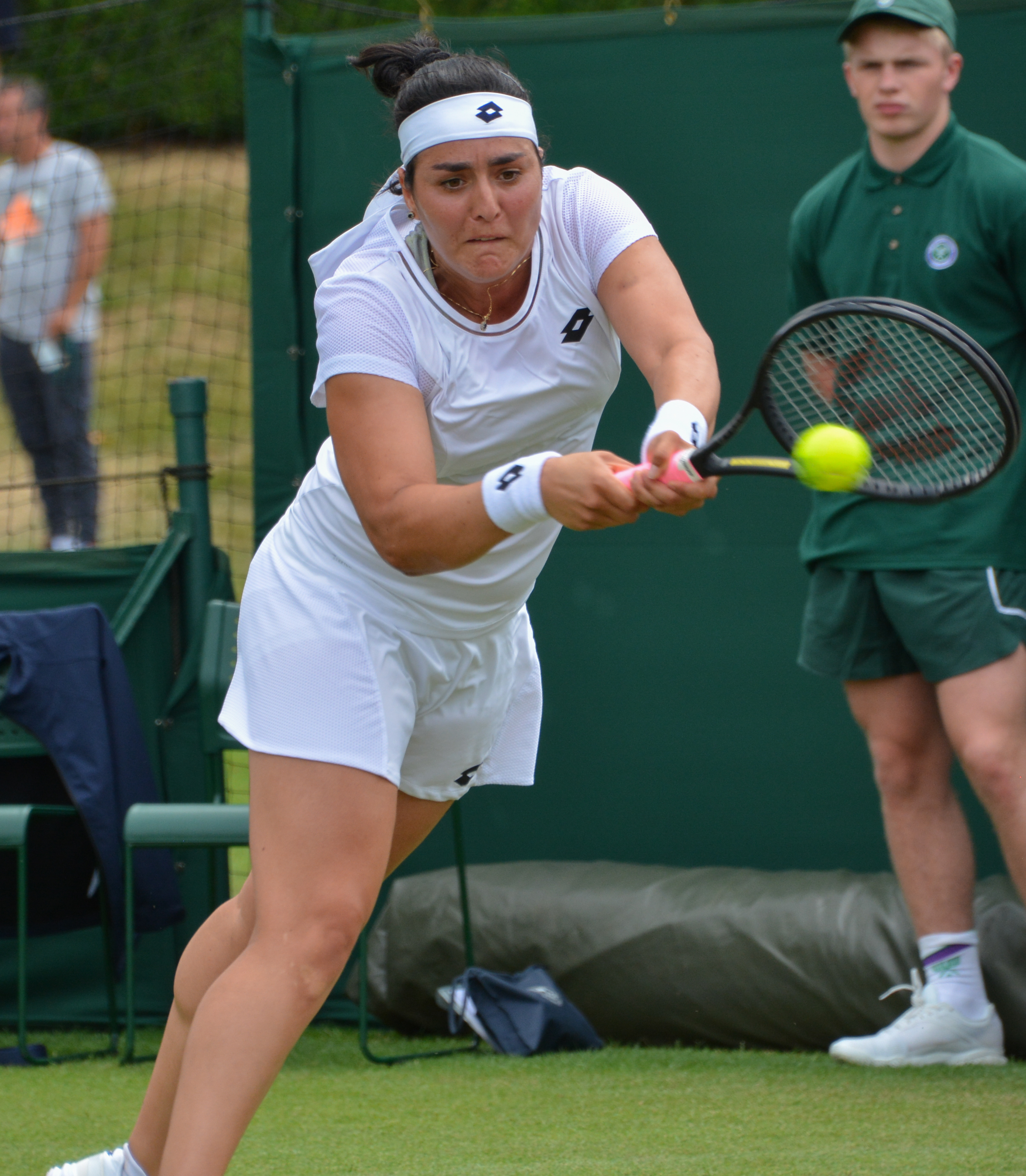
Ons Jabeur aux qualifications de Wimbledon en 2017.

Jabeur participe aux quatre événements en simple du Grand Chelem en 2017 pour la première fois. Après avoir perdu lors du dernier tour de qualification à l'Open d'Australie, elle atteint le tableau principal de Roland-Garros en tant que lucky loser, le tableau principal de Wimbledon en tant que qualifiée et le tableau principal de l'US Open de façon directe. Elle commence à remonter le classement dès le tournoi de tennis de Dubaï de niveau Premier, où elle se qualifie pour le tableau principal et élimine la 22e mondiale, Anastasia Pavlyuchenkova, au premier tour. Ce résultat la fait passer du 171e au 137e rang.
Après un succès modéré au niveau de 60 000 $, la nouvelle grande percée de Jabeur survient à Roland-Garros. En tant que lucky loser, elle remporte deux matchs du tableau principal, dont une surprise contre la 7e joueuse mondiale, Dominika Cibulková, au deuxième tour, soit sa première victoire dans le top 10. Elle perd cependant au troisième tour contre Timea Bacsinszky. Fin juillet, elle fait ses débuts dans le top 100. Sa seule autre victoire dans le tableau principal du Grand Chelem de l'année est une victoire au premier tour contre la joker américaine Brienne Minor (en) à l'US Open, qui consolide sa place dans le top 100 pour le reste de l'année.
Jabeur tombe hors du top 100 en février 2018. Elle ne remporte son premier match de l'année qu'après avoir atteint les quarts de finale du Space Coast Pro Classic à 60 000 $ en avril. Après avoir perdu lors des qualifications à Roland-Garros, elle descend à la 180e place mondiale. Jabeur retrouve certains de ses points de classement lorsqu'elle remporte son premier titre de 100 000 $ au tournoi de tennis de Manchester, la ramenant au rang de 133e joueuse mondiale. Avec ce titre, elle obtient également une wild card dans le tableau principal de Wimbledon.
Elle y remporte son seul match du tableau principal du Grand Chelem de l'année, contre Viktorija Golubic, qu'elle bat pour la troisième fois en l'espace d'un mois. En tant que qualifiée au tournoi de Moscou (coupe du Kremlin) de niveau Premier, elle est battue par la 14e joueuse mondiale, Daria Kasatkina. Elle bat trois des 25 meilleures joueuses du tournoi, dont Sloane Stephens (8e joueuse mondiale) et Anastasija Sevastova (11e joueuse mondiale). Avec ce résultat, elle revient dans le top 100 au 62e rang mondial.

### 2019: troisième tour de l'US Open et deux demi-finales WTA

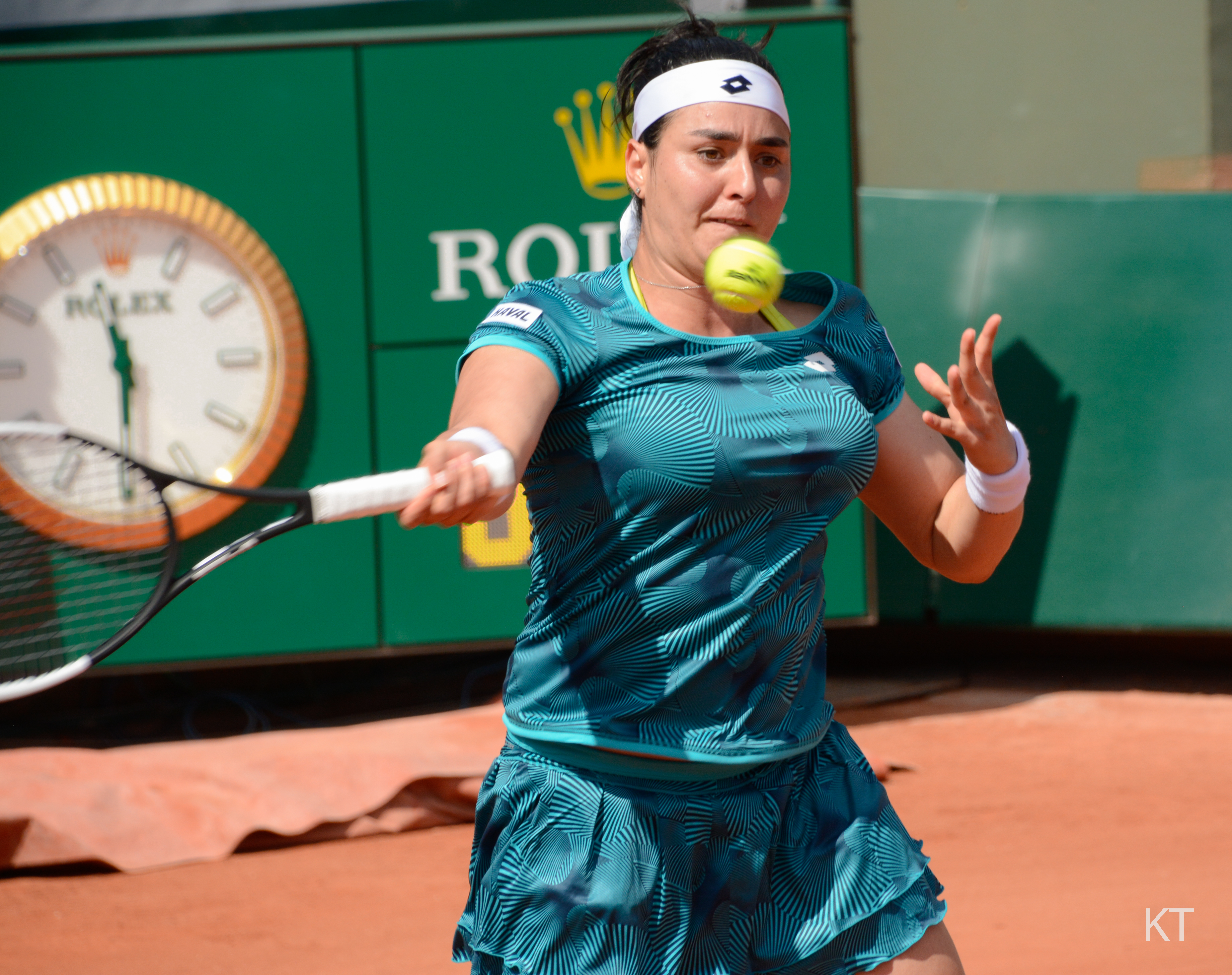
Ons Jabeur à Roland-Garros 2019.

Jabeur dispute les quatre tableaux principaux du Grand Chelem pour la première fois en 2019 et reste dans le top 100 toute l'année. Elle perd au premier tour lors des trois premiers tournois du Grand Chelem de la saison et ne remporte plusieurs matchs du tableau principal qu'après Roland-Garros en mai. Jabeur connaît une meilleure seconde partie de saison : elle atteint les demi-finales de l'Eastbourne International de niveau Premier, où elle renverse la locale, favorite et 19e joueuse mondiale, Johanna Konta. Elle se retire toutefois avant la demi-finale en raison d'une blessure à la cheville droite.
Le prochain grand résultat de Jabeur survient à l'US Open. Elle y bat la 27e joueuse mondiale, Caroline Garcia, puis Aliaksandra Sasnovich pour atteindre le troisième tour d'un tournoi du Grand Chelem pour la deuxième fois de sa carrière. Elle perd un match serré en trois sets contre la no 3 mondiale, Karolína Plíšková, au troisième tour.
Avec ce succès, elle atteint un sommet de sa carrière de 51e joueuse mondiale. Le seul autre tournoi de l'année où Jabeur remporte plusieurs matchs est l'Open de Tianjin en octobre. Elle y vainc trois joueuses dont Yulia Putintseva (36e joueuse mondiale), avant de s'incliner face à Rebecca Peterson lors de sa deuxième demi-finale de l'année.

### 2020: premier quart de finale du Grand Chelem et débuts dans le top 50
Jabeur fait une percée majeure à l'Open d'Australie. Après avoir battu Johanna Konta et Caroline Garcia lors des deux premiers tours, elle bat Caroline Wozniacki en trois sets lors du dernier match de la carrière de Wozniacki. Jabeur bat une quatrième joueuse du top 50 à Wang Qiang avant de perdre face à la future championne Sofia Kenin en quarts de finale. Avec ce résultat, elle fait ses débuts dans le top 50 et devient également la première femme arabe à atteindre un quart de finale du Grand Chelem.
Le mois suivant, Jabeur poursuit sa progression après avoir reçu deux wild cards pour les deux tournois Premier au Moyen-Orient. Elle détient une balle de match contre la no 2 mondiale, Simona Halep, lors d'une défaite au deuxième tour au tournoi de tennis de Dubaï. Elle atteint ensuite les quarts de finale du tournoi de tennis de Doha, où elle bat la no 3 mondiale, Karolína Plíšková, au troisième tour.
Après la suspension de la saison en raison de la pandémie de Covid-19, Jabeur poursuit sa bonne forme au niveau du Grand Chelem en atteignant le troisième tour de l'US Open et le quatrième tour de Roland-Garros pour la première fois de sa carrière. Elle termine l'année en tant que 31e joueuse mondiale, améliorant son meilleur classement en fin de saison.

### 2021: premier titre WTA, quart de finale à Wimbledon et entrée dans le top 10

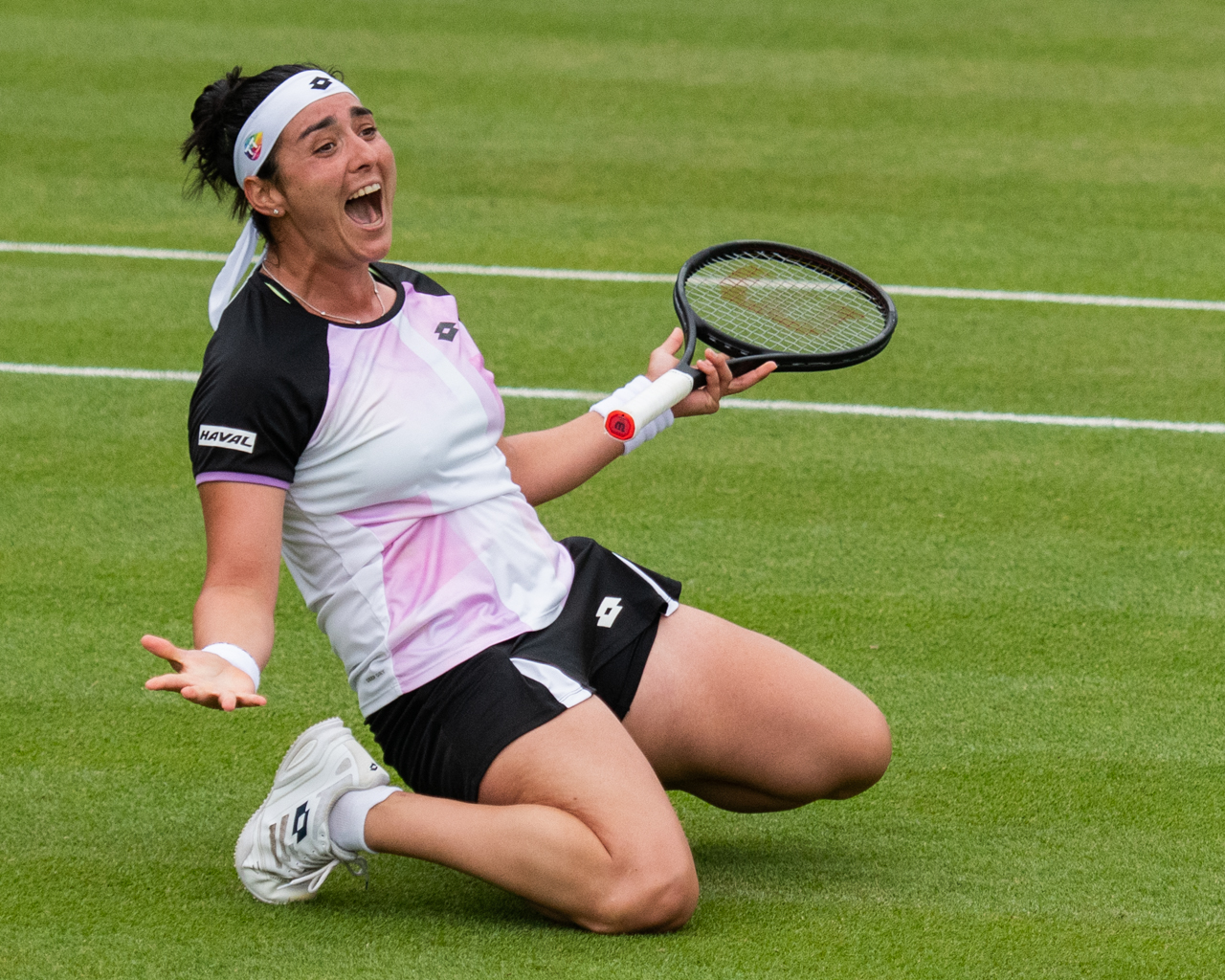
Jabeur célèbre sa victoire à la Birmingham Classic 2021.

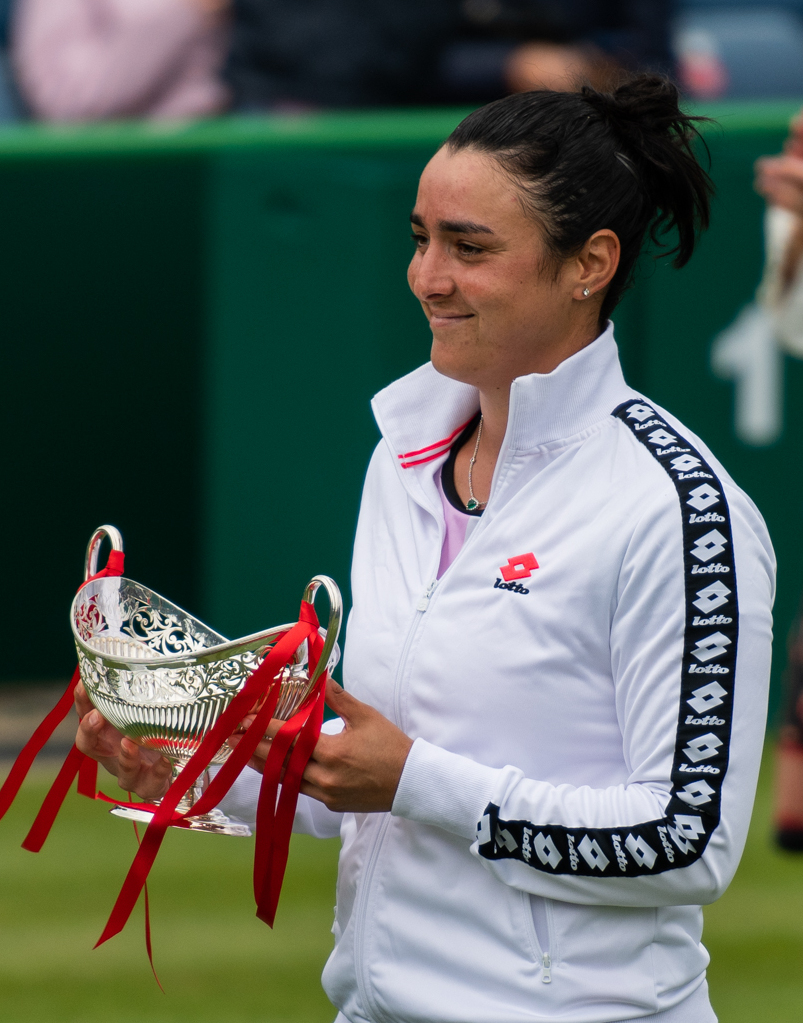
Jabeur tenant le trophée de Birmingham Classic 2021.

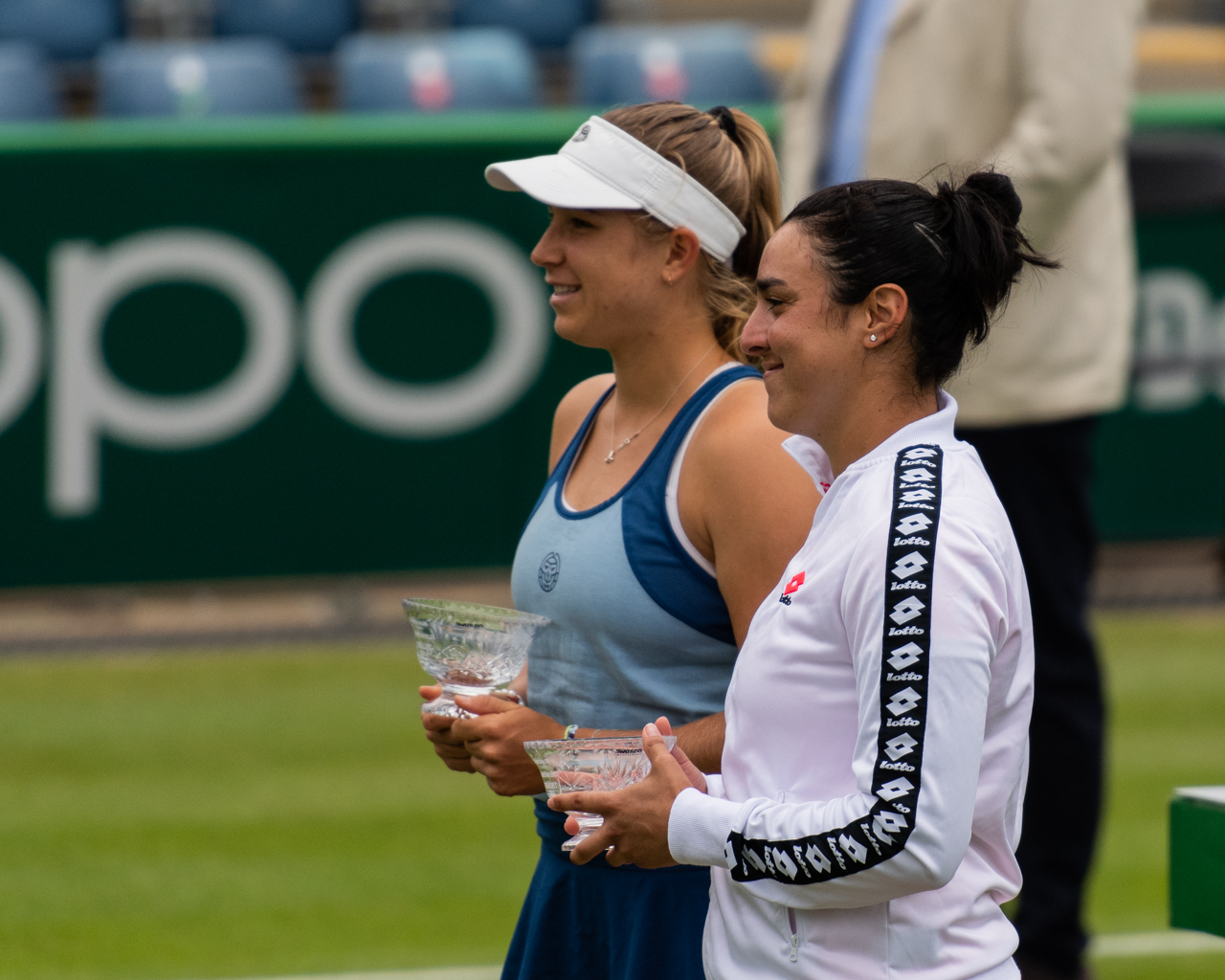
Jabeur et Ellen Perez, finalistes de Birmingham Classic 2021.

Ons Jabeur commence l'année par plusieurs huitièmes de finale aux tournois d'Abu Dhabi (éliminée par Aryna Sabalenka), de Melbourne (contre Angelique Kerber pour la première rencontre entre les deux femmes), de Doha (contre Karolína Plíšková, comme l'année précédente au même tour), de Dubaï (battue par Jil Teichmann) et Miami (éliminant Sofia Kenin, quatrième joueuse mondiale, en trois sets,). En avril 2021, elle atteint les demi-finales du premier tournoi de Charleston I en battant notamment Martina Trevisan, Hailey Baptiste, Alizé Cornet et Coco Gauff (17 ans), elle est éliminée par la Monténégrine Danka Kovinić. Elle joue sa deuxième finale sur le circuit WTA à Charleston II où elle est tête de série no 1, en demi-finale elle prend sa revanche sur Kovinić, elle s'incline en finale face à l'Australienne Astra Sharma, alors 165e joueuse mondiale.
Elle dispute pour la première fois le tournoi de Madrid et abandonne en huitièmes de finale contre la Suissesse Belinda Bencic à cause d'une blessure à la cuisse. Elle atteint pour la deuxième année d'affilée les huitièmes de finale de Roland-Garros, elle bat successivement Yulia Putintseva, ancienne quart-de-finaliste, Astra Sharma, pour sa revanche de la finale de Charleston, et Magda Linette. Elle s'incline contre l'Américaine Gauff en deux sets (3-6, 1-6). En juin, elle se hisse pour la troisième fois en finale d'un tournoi WTA, sur le gazon de Birmingham, où elle est tête de série no 2. Elle s'impose en deux sets face à la Russe Daria Kasatkina (tête de série no 4), remportant ainsi le premier titre de sa carrière sur le circuit principal. Elle devient alors la première joueuse arabe — et a fortiori la première Tunisienne — à remporter un tournoi WTA,. Elle est battue en huitièmes de finale à Eastbourne par Jeļena Ostapenko.
Fin juin, elle dispute Wimbledon et remporte son premier match contre Rebecca Peterson (6-2, 6-1). Elle élimine ensuite l'Américaine Venus Williams, quintuple vainqueur du tournoi (7-5, 6-0), puis Garbiñe Muguruza, douzième mondiale en trois sets (5-7, 6-3, 6-2), devenant la première femme arabe qualifiée en huitièmes de finale à Wimbledon. Elle renverse ensuite la Polonaise Iga Świątek, septième joueuse mondiale en trois sets (5-7, 6-1, 6-1) et atteint le deuxième quart de finale en Grand Chelem de sa carrière, le premier à Wimbledon. Elle plie lors du match suivant contre la Biélorusse Sabalenka (4-6, 3-6) pour la deuxième fois de l'année.
Elle confirme ce bon résultat avec un quart de finale à Montréal, battant Bianca Andreescu, la tenante du titre en trois sets (6-7, 6-4, 6-1) et perd contre Jessica Pegula en trois sets inégaux (6-1, 6-7, 0-6). S'ensuivent un huitième de finale à Cincinnati, au cours duquel elle vainc Świątek et Anett Kontaveit et est battue par Petra Kvitová, subissant sa troisième défaite en autant de rencontres contre la Tchèque. L'US Open est plutôt décevant : elle est éliminée par la Belge Elise Mertens au troisième tour pour leur premier duel.
Fin septembre et début octobre, elle joue le tournoi de Chicago et bat successivement Hsieh Su-wei, Pegula et la sixième mondiale Elina Svitolina. Elle accède ensuite à la quatrième finale de sa carrière en profitant de l'abandon d'Elena Rybakina en demi-finales. Elle est cependant battue en finale par l'Espagnole Muguruza après avoir remporté le premier set (6-3, 3-6, 0-6). À l'issue du tournoi, elle intègre pour la première fois le Top 15. Elle enchaîne avec une demi-finale à Indian Wells, tombant Anastasija Sevastova, Danielle Collins, Anna Kalinskaya et Kontaveit. Elle s'incline de nouveau contre une Espagnole, Paula Badosa. Il s'agit de son meilleur résultat en Premier et WTA 1000 confondus. Grâce à ses bonnes performances, elle rentre dans le Top 10 pour la première fois de sa carrière, devenant ainsi la première joueuse d'un pays arabe à atteindre ce niveau. Elle clôt sa saison sur un abandon au premier tour de Moscou, à la suite d'une blessure au bras droit.

### 2022: premier titre WTA 1000,no2mondiale et deux finales du Grand Chelem

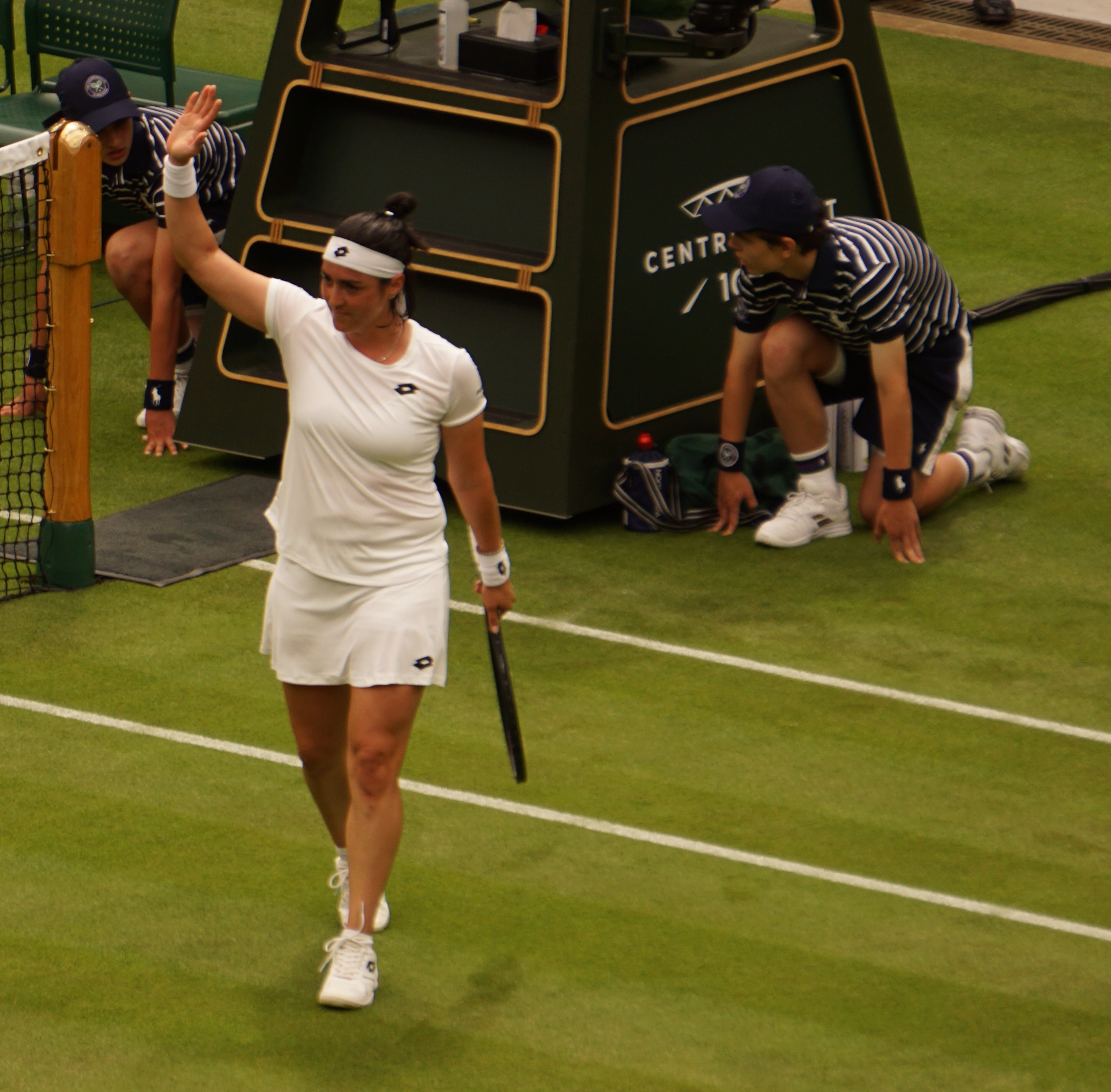
Ons Jabeur au tournoi de Wimbledon 2022.

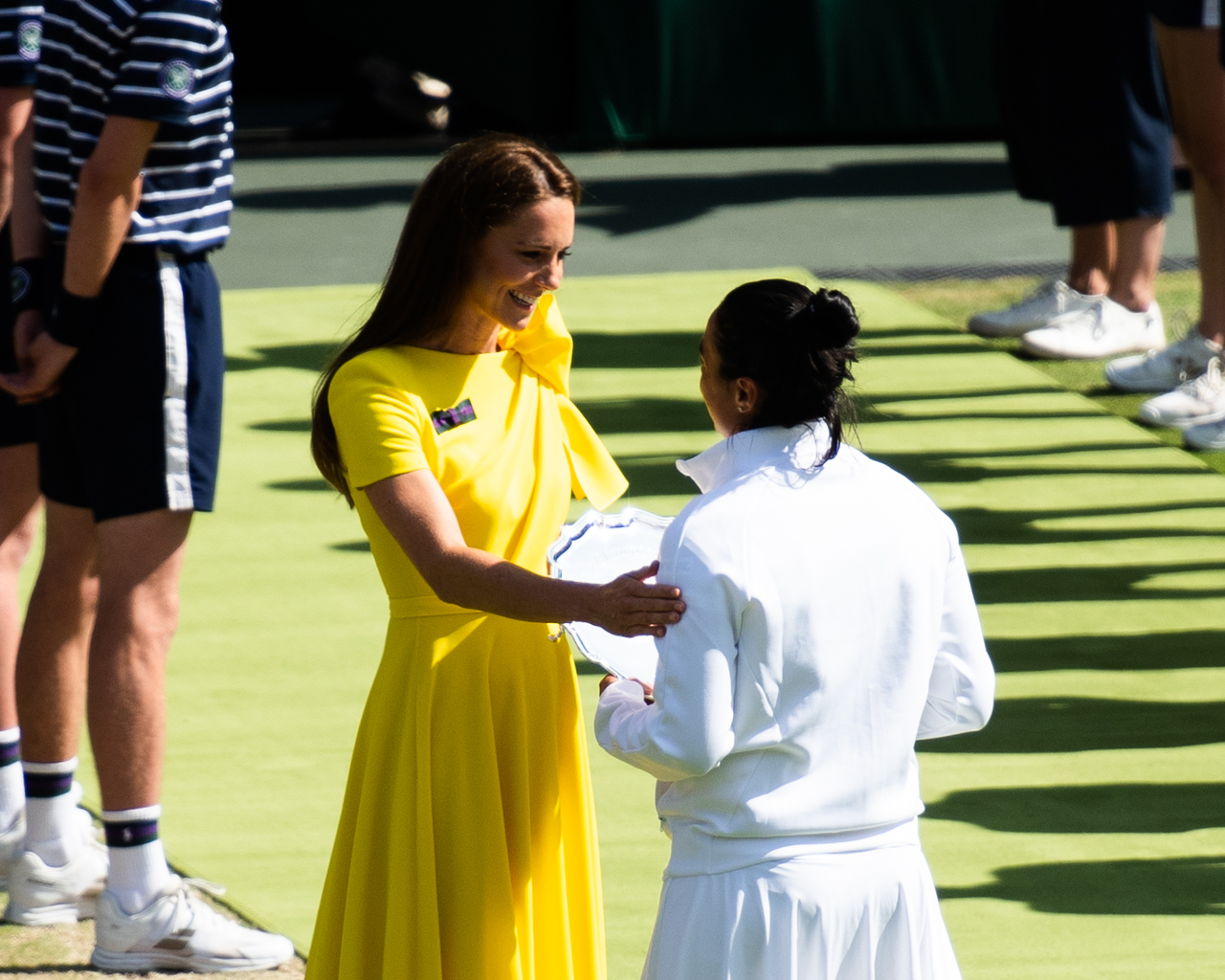
Ons Jabeur reçoit le bouclier de finaliste du tournoi de Wimbledon 2022 des mains de Catherine Middleton, duchesse de Cambridge.

Elle commence l'année par plusieurs quarts de finale dans les tournois de Sydney, Dubaï et Doha, s'inclinant deux fois contre Anett Kontaveit. Elle perd au premier tour du tournoi d'Indian Wells contre Daria Saville, 402e mondiale, puis au troisième tour de Miami contre Danielle Collins. Malgré un début de saison 2022 entaché d'une blessure lui faisant manquer l'Open d'Australie, elle parvient à se hisser pour la deuxième fois en finale du tournoi de Charleston. Cette finale se ponctue par une défaite face à la Suissesse Belinda Bencic. Elle enchaîne avec le tournoi de Stuttgart où elle s'incline en quarts de finale contre l'Espagnole Paula Badosa. Malgré cet échec, elle parvient à se qualifier pour la première finale de sa carrière en WTA 1000 lors du tournoi de Madrid, et ceci après avoir pris sa revanche sur Bencic et notamment écarté lors des quarts de finale l'ancienne no 1 mondiale Simona Halep. Elle devient alors la première joueuse arabe à atteindre la finale d'un tournoi WTA 1000. En finale face à l'Américaine Jessica Pegula, Jabeur s'impose en trois sets (7-5, 0-6, 6-2) et s'adjuge le titre le plus important de sa carrière.
Une semaine plus tard, elle participe au tournoi de Rome et se défait successivement de Sorana Cîrstea et d'Ajla Tomljanović, puis affronte en quarts de finale la no 4 mondiale, la Grecque María Sákkari : elle parvient à renverser la vapeur après avoir été menée 6-1 5-2 et à l'emporter (1-6, 7-5, 6-1). Elle atteint ainsi la finale, sa deuxième d'affilée en tournoi WTA 1000, après avoir écarté la Russe Daria Kasatkina en demi-finale, en ayant notamment sauvé une balle de match. Grâce à ces performances, elle réussit à se hisser à la sixième place mondiale. Elle s'incline en finale contre la Polonaise Iga Świątek (2-6, 2-6). Annoncée comme l'une des favorites du tournoi de Roland-Garros, elle s'incline dès le premier tour contre Magda Linette (6-3 6-7 5-7). Ons Jabeur gagne tout de même deux places à la faveur des reculs de Barbora Krejčíková et María Sákkari et se retrouve à la quatrième place mondiale.
Elle rebondit et gagne le tournoi de Berlin (tête de série numéro 1) face à Bencic qui déclare forfait sur blessure au milieu de la deuxième manche. C'est son troisième titre et cette performance lui permet d'accéder à la troisième place mondiale derrière Kontaveit et Świątek puis à la deuxième place la semaine suivante. Dans la foulée, elle entre au tableau du tournoi de Wimbledon en tant que tête de série numéro 3, et se qualifie pour sa première finale en Grand Chelem, qu'elle perd face à la Kazakhe Elena Rybakina (6-3, 2-6, 2-6). Elle est la première Tunisienne et représentante du continent africain et du monde arabe à atteindre une finale en Grand Chelem, ce qui conduit le ministre tunisien des Sports, Kamel Deguiche, à envisager pour elle un titre officiel de « ministre du Bonheur ». Le président Kaïs Saïed lui remet l'ordre national du Mérite,,.
Avant l'US Open pendant l'été nord-américain, Jabeur perd au deuxième tour au tournoi de Stanford et s'incline lors de son match de premier tour contre Zheng Qinwen au tournoi du Canada. Au tournoi de Cincinnati, Jabeur perd au deuxième tour contre Petra Kvitová en trois sets.
À l'US Open de 2022, elle retrouve sa forme en atteignant les quarts de finale pour la première fois dans ce tournoi en battant la 31e tête de série, Shelby Rogers, puis la 18e tête de série, Veronika Kudermetova, en deux sets pour enregistrer sa première victoire en quatre rencontres. Elle devient la première femme arabe et la troisième femme africaine à se qualifier pour les quarts de finale de l'ère Open, la première de la partie nord du continent. Les autres femmes africaines à avoir atteint les quarts de finale de l'US Open sont Maryna Godwin (en) (1968) et Amanda Coetzer (1994, 1996 et 1998), toutes deux originaires d'Afrique du Sud. Cependant, bien qu'elle ait finalement réussi à atteindre la finale (faisant d'elle la première femme africaine et la première femme arabe à le faire), elle perd contre Świątek en deux sets. Elle retrouve son meilleur classement, la place de dauphine, derrière Świątek, à l'issue du tournoi.
Début octobre, elle dispute le tournoi de Monastir dans son pays natal, en Tunisie, mais est battue par l'Américaine Claire Liu en quarts de finale (3-6, 6-4, 4-6). Un mois plus tard, elle joue pour la première fois le Masters de fin d'année. Elle perd ses deux premières rencontres contre la Biélorusse Aryna Sabalenka (6-3, 6-7, 5-7) et la Grecque María Sákkari (2-6, 3-6). Malgré une victoire lors du deuxième match de poule contre l'Américaine Jessica Pegula (1-6, 6-3, 6-3), son parcours s'arrête là.

### 2023: 4eet 5etitres à Charleston et Ningbo, quarts de finale à Roland-Garros et nouvelle finale à Wimbledon
Elle commence l'année par deux victoires contre la Roumaine Sorana Cîrstea et la qualifiée Ukrainienne Marta Kostyuk à Adelaïde 1. Elle est défaite en demi-finale par la jeune qualifiée Linda Nosková, 18 ans et 102e mondiale en trois sets (3-6, 6-1, 3-6). Mi-janvier, elle dispute le Grand Chelem australien et, après s'être débarrassée de la Slovène Tamara Zidanšek en trois manches (7-68, 4-6, 6-1), elle bute sur la Tchèque Markéta Vondroušová (1-6, 7-5, 1-6).
Après une absence pour une blessure au genou droit qui a été traitée par chirurgie, elle fait son retour sur le circuit en mars au tournoi d'Indian Wells, mais s'incline dès le troisième tour contre la Tchèque Markéta Vondroušová (6-75, 4-6), après s'être débarrassé de la Polonaise Magdalena Fręch (4-6, 6-4, 6-1). Elle tombe au premier tour de Miami la semaine suivante, battue par la qualifiée Russe Varvara Gracheva (2-6, 2-6).
En avril, elle remporte le tournoi de Charleston en battant en finale la Suissesse Belinda Bencic (7-66, 6-4), qui l'avait battue en finale l'année d'avant. Tête de série no 2, elle élimine avant la finale sans perdre un seul set l'Ukrainienne Lesia Tsurenko (6-3, 6-3), l'invitée Caroline Dolehide (6-3, 7-5) et les Russes Anna Kalinskaya (6-0, 4-1 ab.) et Daria Kasatkina (7-5, 7-5), huitième joueuse mondiale.
Elle participe au tournoi de Stuttgart deux semaines plus tard et sort l'ancienne lauréate de Roland-Garros Jeļena Ostapenko (1-6, 7-5, 6-3) et la Brésilienne Beatriz Haddad Maia (6-3, 6-0) mais doit abandonner en demi-finale contre la no 1 Iga Świątek au bout de trois jeux (0-3 ab.) à cause d'une blessure au mollet gauche. Cette blessure la contraint également à renoncer à défendre son titre à Madrid. Elle revient à Rome mais s'incline dès le premier match face à l'ancienne no 2 mondiale Paula Badosa (1-6, 4-6).

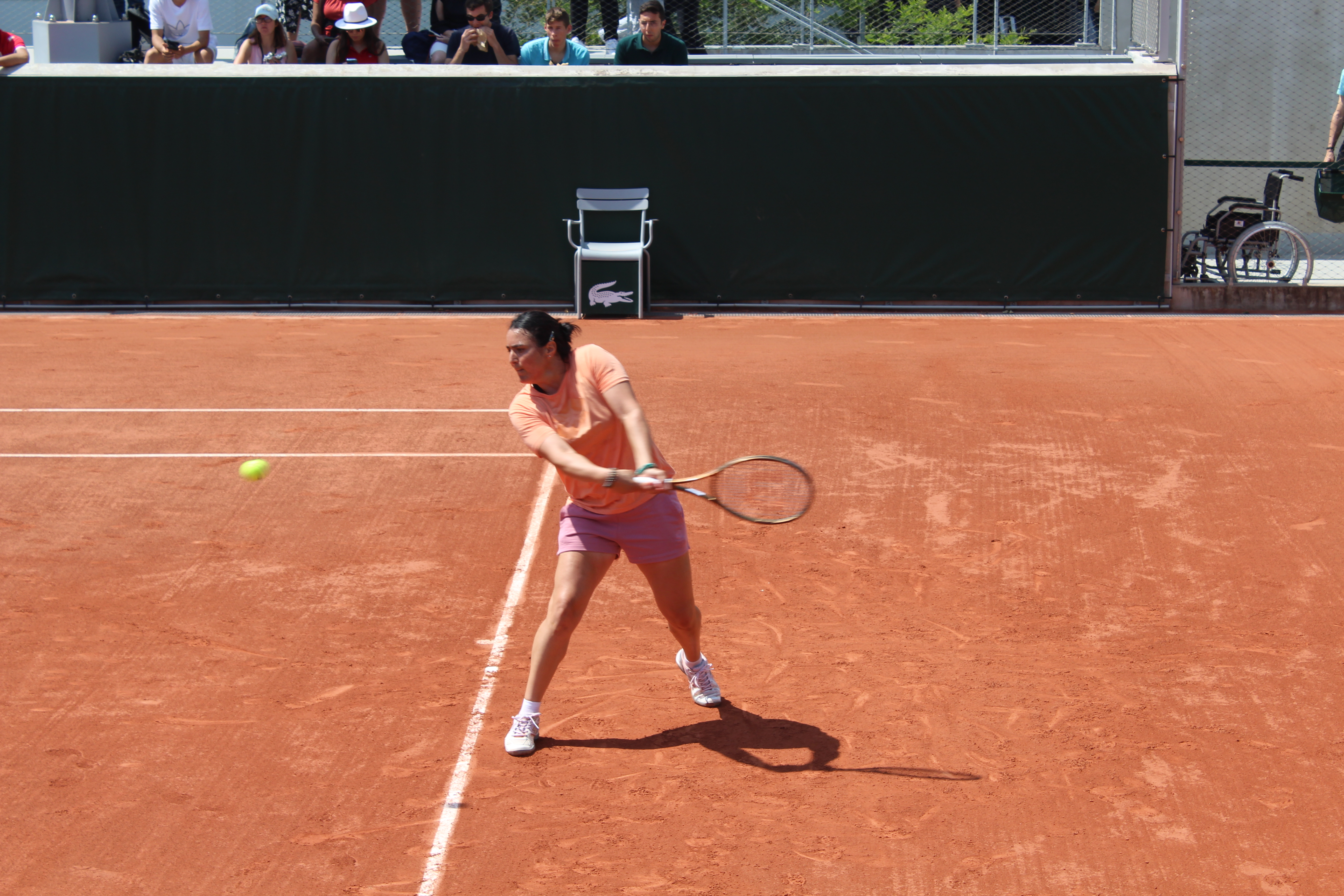
Ons Jabeur à Roland-Garros 2023.

À Roland-Garros, elle élimine l'Italienne Lucia Bronzetti (6-4, 6-1), la locale Océane Dodin (6-2, 6-3), dernière française en lice, et la Serbe Olga Danilović (4-6, 6-4, 6-2), toutes deux hors du Top 100 pour rejoindre comme en 2020 et 2021 les huitièmes de finale Porte d'Auteuil. Elle retrouve l'Américaine Bernarda Pera, novice à ce stade. Elle l'écarte (6-3, 6-1) et part en quart de finale pour la première fois de sa carrière dans le tournoi. Contre Beatriz Haddad Maia, le match est plus compliqué et elle est renversée après un long duel (6-3, 6-75, 1-6).
Tenante du titre à Berlin, elle s'incline au premier tour contre la qualifiée allemande Jule Niemeier (6-74, 4-6) et au deuxième tour à Eastbourne, battue par l'Italienne Camila Giorgi (3-6, 2-6). Au tournoi de Wimbledon, dont elle est la finaliste sortante, elle atteint de nouveau la finale, en prenant sa revanche sur la tenante du titre Elena Rybakina en quarts (6-75, 6-4, 6-1). Elle élimine également sur son parcours trois autres vainqueurs de Grand Chelem : la Canadienne Bianca Andreescu au troisième tour (3-6, 6-3, 6-4), la Tchèque Petra Kvitová, ancienne lauréate du tournoi et titrée à Berlin, en huitièmes de finale (6-0, 6-3) et la Biélorusse Aryna Sabalenka, no 2 mondiale, en demi-finale (6-75, 6-4, 6-3). Rattrapée par l'enjeu, elle échoue cependant en finale contre la Tchèque Markéta Vondroušová, no 42 mondiale (4-6, 4-6).
Elle effectue son retour sur le circuit à Cincinnati et parvient grâce à une remontée contre Anhelina Kalinina (menée 5 jeux à un au troisième set, elle l'emporte 6-3, 6-7, 7-6) et à l'abandon de Donna Vekić (5-2 ab.) au tour suivant à disputer les quarts de finale du tournoi. Elle échoue à ce stade comme il y a trois ans contre une autre Biélorusse, la numéro deux mondiale Aryna Sabalenka qui prend sa revanche de la demi-finale perdue à Wimbledon (5-7, 3-6). Devant défendre les points de sa finale de l'année passée à l'US Open, elle commence le tournoi en difficulté physiquement mais remporte ses matchs assez laborieusement contre Camila Osorio (7-5, 7-6) et les Tchèques Linda Nosková (7-6, 4-6, 6-3) et Marie Bouzková (5-7, 7-6, 6-3). Parvenue en huitièmes de finale, elle s'incline à ce stade contre la Chinoise Zheng Qinwen (2-6, 4-6), révélation de l'année précédente. Elle est sortie à San Diego dès le deuxième tour alors qu'elle est tête de série numéro une contre la Russe Anastasia Potapova (4-6, 1-6), gagne un match à Guadalajara contre Alycia Parks (6-2, 6-2) mais s'incline, renversée contre l'Italienne Martina Trevisan (7-5, 5-7, 3-6) en 8e de finale. Elle est battue en double au même stade de ce tournoi.
Elle s'envole en Asie fin septembre et sort lors du tournoi de Ningbo, la Française Diane Parry (7-6, 7-5), l'Allemande Tamara Korpatsch (6-3, 6-2), puis en trois sets la vétéran russe Vera Zvonareva (7-5, 4-6, 6-1) et l'Argentine Nadia Podoroska (6-3, 1-6, 6-2) pour disputer sa troisième finale de la saison. Opposée à la jeune Russe Diana Shnaider qui joue pour la première fois une finale de WTA 250, elle ne craque pas et s'impose facilement (6-2, 6-1) pour remporter son premier titre sur le continent asiatique. Elle part la semaine suivante à Pékin pour y disputer le dernier WTA 1000 de l'année mais, comme lors de sa précédente participation, elle sort au deuxième tour (défaite par l'Ukrainienne Marta Kostyuk). À Zhengzhou, elle remporte un match contre Lucia Bronzetti (6-3, 7-6) mais déclare forfait au tour suivant, alors qu'elle devait jouer la Russe Daria Kasatkina pour la première fois de sa carrière.
Lors du Masters de fin d'année, elle est très sèchement battue par la jeune Coco Gauff, vainqueur de l'US Open deux mois plus tôt (0-6, 1-6) avant de prendre sa revanche de la finale de Wimbledon contre Markéta Vondroušová (6-4, 6-3). Devant battre Iga Świątek, l'ancienne numéro une mondiale, elle ne prend que trois jeux (1-6, 2-6) dans son dernier match de l'année.

### 2024: quarts de finale à Roland-Garros et Madrid, mais saison sans titres et sortie du Top 10
La Tunisienne commence par une victoire à l'Open d'Australie contre l'Ukrainienne Yulia Starodubtseva qualifiée (6-3, 6-1). Elle essuie néanmoins une très sèche défaite contre la jeune Russe Mirra Andreeva, 16 ans et qui dispute son premier Open d'Australie (0-6, 2-6). Elle dispute début février le tournoi d'Abou Dhabi où elle se sort d'un premier tour piégeux contre l'invitée Britannique Emma Raducanu, sur le retour (6-4, 6-1) mais perd en quarts de finale face à la marathonienne Beatriz Haddad Maia (3-6, 4-6). Elle subit une seconde défaite dès le second tour du tournoi de Doha contre l'Ukrainienne Lesia Tsurenko (3-6, 2-6) puis une troisième consécutive début mars à Indian Wells contre l'invitée Américaine Katie Volynets (4-6, 4-6), 131e mondiale. Elle continue sa mauvaise série à Miami face à la Russe Elina Avanesyan (1-6, 6-4, 3-6) qui obtient alors sa plus belle victoire de sa carrière et parvient pour la première fois au troisième tour d'un WTA 1000, et à Charleston où elle est tenante du titre mais s'incline d'entrée contre l'Américaine Danielle Collins (3-6, 6-1, 3-6) qui vient quelques jours auparavant de gagner son plus important titre de sa carrière à Miami.
Elle rompt sa série de cinq défaites consécutives à Stuttgart, où elle renverse la Russe Ekaterina Alexandrova (2-6, 6-3, 7-6) mais s'incline au match suivant contre l'Italienne Jasmine Paolini (6-7, 4-6), vainqueur du WTA 1000 de Dubaï plus tôt dans l'année et future finaliste à Roland-Garros. Elle retrouve la forme à Madrid où elle reste sur une victoire deux ans auparavant. Elle se sort notamment de matchs compliqués en trois manches contre la Slovaque Anna Karolína Schmiedlová (6-4, 5-7, 6-3) et la Canadienne Leylah Fernandez (7-5, 2-6, 6-4), enchaînant deux victoires consécutives pour la première fois depuis neuf mois, puis bat sa seule Top 10 de l'année en huitièmes de finale, la Lettone et ancienne lauréate de Roland-Garros Jeļena Ostapenko en deux manches (6-0, 6-4). Elle débute idéalement son match contre Madison Keys en quarts de finale mais s'effondre lors du second set (6-0, 5-7, 1-6). Comme l'année dernière, elle perd à Rome dès le premier match contre l'ancienne numéro quatre Sofia Kenin (5-7, 6-2, 4-6), qu'elle n'avait plus affronté depuis trois ans mais rejoue un quart de finale à Roland-Garros après plusieurs victoires contre l'invitée Américaine Sachia Vickery (6-3, 6-2), la Colombienne Camila Osorio, récente vainqueur de Bogota (6-3, 1-6, 6-1), la Canadienne Leylah Fernandez (6-4, 7-6) et la Danoise Clara Tauson, novice en huitièmes de finale (6-4, 6-4). Elle se fait remonter par la jeune Américaine numéro trois mondiale Coco Gauff (6-4, 2-6, 3-6) qui l'arrête en quarts.
En préparation du tournoi sur Wimbledon, elle s'aligne à Nottingham sur gazon mais s'incline contre l'ancienne numéro une Karolína Plíšková (6-7, 7-6, 5-7), trois ans après leur dernière confrontation et après n'avoir laissé que des miettes à Camila Osorio (6-2, 6-3) et la jeune qualifiée Linda Fruhvirtová (6-2, 6-1).
Le 17 juin 2024, elle annonce renoncer aux Jeux olympiques de Paris. Elle participe cette semaine là au tournoi de Berlin où elle remporte deux victoires sur Wang Xinyu (6-4, 7-6) et la jeune Tchèque Linda Nosková (6-7, 6-3, 6-4), mais doit abandonner après avoir perdu le premier set au tie-break contre Coco Gauff qui l'avait déjà sorti à Roland-Garros. Double finaliste à Wimbledon, elle sort en deux manches la Japonaise Moyuka Uchijima (6-3, 6-1) et la qualifiée Américaine Robin Montgomery (6-1, 7-5) qui vient de remporter son premier match en tableau final de Grand Chelem. Elle hérite d'un troisième tour difficile en la présence d'Elina Svitolina qu'elle n'a plus battu depuis sept ans et demi-finaliste l'année passée à Wimbledon. Elle s'incline en deux manches (1-6, 6-7), réalisant son pire parcours dans le tournoi londonien depuis cinq ans. Elle s'envole pour la tournée américaine début août mais doit déclarer forfait pour le tournoi de Washington à cause d'une blessure à l'épaule.
Elle s'incline au premier tour de Toronto, en affrontant l'ancienne numéro une Naomi Osaka (3-6, 1-6), invitée du tournoi. Elle annonce un mois plus tard, et alors qu'elle a déclaré forfait pour l'US Open, qu'elle met un terme à sa saison à cause d'une blessure à l'épaule.

### 2025: quart de finale à Doha
Après un bon début d'année, elle joue mi-février le tournoi de Doha et parvient pour la troisième fois de sa vie en quarts, après avoir sorti McCartney Kessler (6-2, 6-0), la Chinoise Zheng Qinwen, huitième joueuse mondiale (6-4, 6-2), ainsi que l'ancienne Top 10 invitée, Sofia Kenin (6-3, 6-4). Néanmoins, elle ne parvient pas à briser son plafond de verre dans la capitale qatarie, puisqu'elle est battue par Jeļena Ostapenko (2-6, 2-6).

## Style de jeu
Ons Jabeur construit son style de jeu autour de la variété et frappe ce qu'elle appelle des « coups fous ». Elle essaie d'employer des coups difficiles parce que c'est comme cela qu'elle aime jouer au tennis. Elle aime particulièrement utiliser les slices et les amortis.
Elle peut frapper les gagnants de différentes manières, y compris les amortis du revers depuis la ligne de fond ou les coups droits sur la ligne. Elle aime jouer sur n'importe quelle surface.

## Entraîneurs

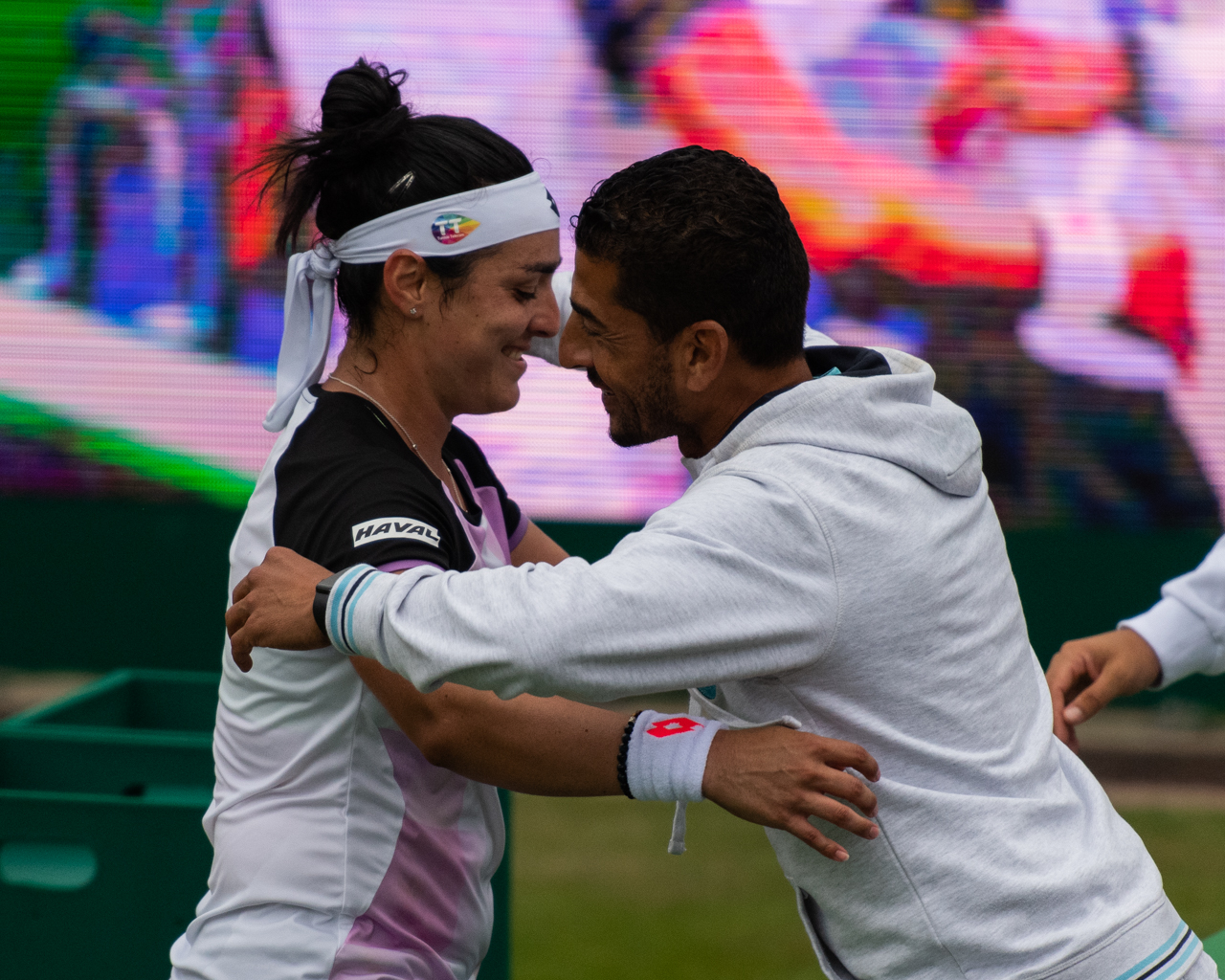
Jabeur avec son entraîneur Issam Jellali au Birmingham Classic 2021.

En tant que junior, Jabeur est entraînée par Nabil Mlika jusqu'à l'âge de treize ans. Jabeur commence à travailler avec Bertrand Perret en février 2018. Elle considère Perret comme étant plus favorable à son style de jeu que ses anciens entraîneurs, déclarant : 

« Je pense qu'il comprend mon jeu. Il essaie d'améliorer mes bons coups, pas de changer ce que je fais. J'ai travaillé avec beaucoup d'entraîneurs qui ont essayé de changer mon jeu... Bertrand m'encourage à faire des amortis et corrige aussi mes amortis, au lieu d'autres entraîneurs qui m'ont dit de ne pas faire d'amortis du tout. »

Début 2020, Jabeur change d'entraîneur pour Issam Jellali, un ancien joueur tunisien de la Coupe Davis avec qui elle travaillait déjà depuis environ trois ans.

## Vie privée

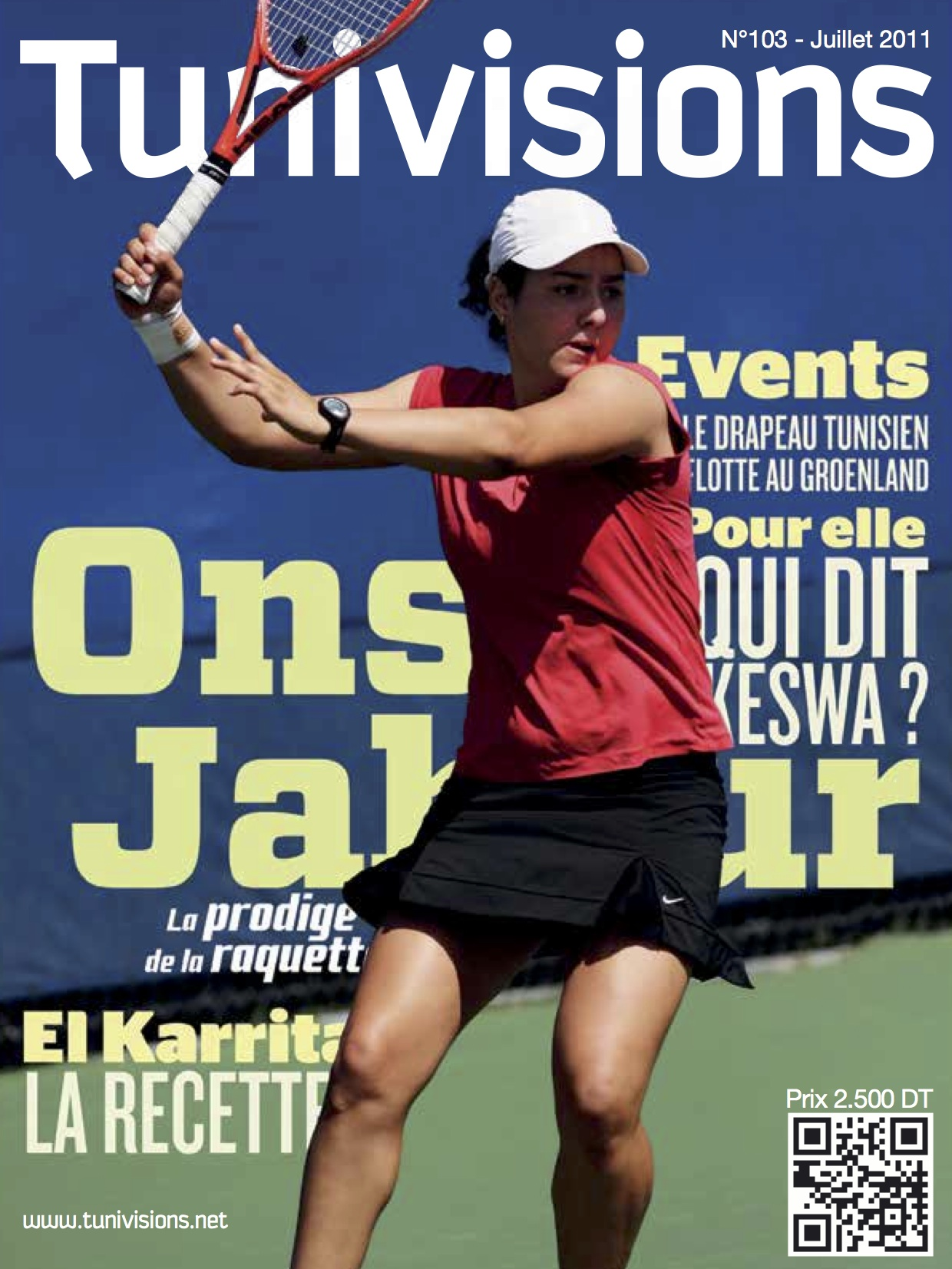
Photo de Jabeur en couverture du magazine Tunivisions (no 103 de juillet 2011), louant sa victoire à l'Open de France féminin 2011.

Ons Jabeur est musulmane. Elle est mariée à Karim Kamoun, un ancien escrimeur russo-tunisien qui est également son préparateur physique dès 2017. Elle parle couramment l'arabe, l'anglais et le français et apprend le russe car son mari parle cette langue. Enfant, son joueur de tennis préféré était Andy Roddick. Jouant au football de manière récréative, elle est fan de l'Étoile sportive du Sahel et du Real Madrid CF.
Elle est l'une des douze joueuses à avoir reçu une bourse de joueur international du Grand Chelem du Fonds de développement du Grand Chelem en 2017, juste avant Roland-Garros, où elle remporte ses deux premiers matchs du tableau principal du Grand Chelem de sa carrière. Elle remporte le prix de la femme arabe de l'année en 2019 dans la catégorie sport, après avoir atteint le troisième tour de l'US Open et s'impose comme une figure permanente dans le top 100 cette année-là. Jabeur est une amie proche de Tatjana Maria, qu'elle bat en demi-finale des championnats de Wimbledon 2022, la décrivant comme sa « copine de barbecue ».

## Sponsors
En juin 2015, Ons Jabeur signe un contrat de partenariat avec la Qatar National Bank Tunisia. En 2018, elle devient sponsorisée par le groupe Joossoor présidé par l'homme d'affaires Moez Driss.
En 2020, elle est sponsorisée par Qatar Airways. En décembre de la même année, elle devient sponsorisée par l'opérateur tunisien de télécommunications Tunisie Télécom. En février 2022, elle signe un contrat de sponsoring avec Talan, un cabinet de conseil en innovation.
À partir de 2018, elle est ambassadrice de la marque Haval à travers son distributeur en Tunisie, Atlas Auto, qui lui offre en 2022 un SUV Haval H6 (en).
En 2024, Lilas Cosmetics la choisit comme égérie pour le lancement de sa nouvelle gamme de shampooings.

## Palmarès WTA

### Titres en simple dames
| No | Date       | Nom et lieu du tournoi                 | Catégorie | Dotation    | Surface      | Finaliste       | Score         |          |
| -- | ---------- | -------------------------------------- | --------- | ----------- | ------------ | --------------- | ------------- | -------- |
| 1  | 14-06-2021 | Viking Classic, Birmingham             | WTA 250   | 235 238 $   | Gazon (ext.) | Daria Kasatkina | 7-5, 6-4      | Parcours |
| 2  | 28-04-2022 | Mutua Madrid Open, Madrid              | WTA 1000  | 6 575 560 $ | Terre (ext.) | Jessica Pegula  | 7-5, 0-6, 6-2 | Parcours |
| 3  | 13-06-2022 | Bett1Open, Berlin                      | WTA 500   | 757 900 $   | Gazon (ext.) | Belinda Bencic  | 6-3, 2-1 ab.  | Parcours |
| 4  | 03-04-2023 | Credit One Charleston Open, Charleston | WTA 500   | 780 637 $   | Terre (ext.) | Belinda Bencic  | 7-66, 6-4     | Parcours |
| 5  | 25-09-2023 | Ningbo Open, Ningbo                    | WTA 250   | 259 303 $   | Dur (ext.)   | Diana Shnaider  | 6-2, 6-1      | Parcours |

### Finales en simple dames
| No | Date       | Nom et lieu du tournoi                 | Catégorie | Dotation     | Surface      | Vainqueure          | Score          |          |
| -- | ---------- | -------------------------------------- | --------- | ------------ | ------------ | ------------------- | -------------- | -------- |
| 1  | 15-10-2018 | Kremlin Cup, Moscou                    | Premier   | 932 866 $    | Dur (int.)   | Daria Kasatkina     | 2-6, 7-63, 6-4 | Parcours |
| 2  | 12-04-2021 | MUSC Health Open, Charleston           | WTA 250   | 235 238 $    | Terre (ext.) | Astra Sharma        | 2-6, 7-5, 6-1  | Parcours |
| 3  | 27-09-2021 | Chicago Fall Tennis Classic, Chicago   | WTA 500   | 565 530 $    | Dur (ext.)   | Garbiñe Muguruza    | 3-6, 6-3, 6-0  | Parcours |
| 4  | 04-04-2022 | Credit One Charleston Open, Charleston | WTA 500   | 888 636 $    | Terre (ext.) | Belinda Bencic      | 6-1, 5-7, 6-4  | Parcours |
| 5  | 09-05-2022 | Internazionali BNL d'Italia, Rome      | WTA 1000  | 2 527 250 €  | Terre (ext.) | Iga Świątek         | 6-2, 6-2       | Parcours |
| 6  | 27-06-2022 | The Championships, Wimbledon           | G. Chelem | 38 900 000 £ | Gazon (ext.) | Elena Rybakina      | 3-6, 6-2, 6-2  | Parcours |
| 7  | 29-08-2022 | US Open, New York                      | G. Chelem | 60 102 000 $ | Dur (ext.)   | Iga Świątek         | 6-2, 7-65      | Parcours |
| 8  | 03-07-2023 | The Championships, Wimbledon           | G. Chelem | 44 700 000 £ | Gazon (ext.) | Markéta Vondroušová | 6-4, 6-4       | Parcours |

### Titre en double dames
Aucun

### Finale en double dames
| No | Date       | Nom et lieu du tournoi    | Catégorie | Dotation  | Surface      | Vainqueures                   | Partenaire  | Score            |          |
| -- | ---------- | ------------------------- | --------- | --------- | ------------ | ----------------------------- | ----------- | ---------------- | -------- |
| 1  | 14-06-2021 | Viking Classic Birmingham | WTA 250   | 235 238 $ | Gazon (ext.) | Marie Bouzková Lucie Hradecká | Ellen Perez | 6-4, 2-6, [10-8] | Parcours |

## Palmarès ITF
| Résultat  | #   | Date            | Tournoi                   | Dotation  | Surface      | Adversaire            | Score          |
| --------- | --- | --------------- | ------------------------- | --------- | ------------ | --------------------- | -------------- |
| Finaliste | 1.  | 30 octobre 2009 | Monastir, Tunisie         | 10 000 $  | Terre battue | Elise Tamaëla (en)    | 2-6, 2-6       |
| Victoire  | 1.  | 26 avril 2010   | Antalya, Turquie          | 10 000 $  | Terre battue | Sandra Zaniewska (en) | 2-1, ab.       |
| Victoire  | 2.  | 19 juillet 2010 | Casablanca, Maroc         | 10 000 $  | Terre battue | Anna Morgina (en)     | 7-5, 6-3       |
| Finaliste | 2.  | 23 avril 2012   | Tunis, Tunisie            | 25 000 $  | Terre battue | Sandra Zaniewska (en) | 4-6, 6-4, 2-6  |
| Victoire  | 3.  | 22 avril 2013   | Tunis, Tunisie            | 25 000 $  | Terre battue | Sara Sorribes Tormo   | 6-3, 6-2       |
| Victoire  | 4.  | 12 mai 2013     | Fukuoka, Japon            | 50 000 $  | Gazon        | An-Sophie Mestach     | 7-62, 6-2      |
| Victoire  | 5.  | 19 mai 2013     | Kurume, Japon             | 50 000 $  | Gazon        | An-Sophie Mestach     | 6-0, 6-2       |
| Victoire  | 6.  | 27 octobre 2013 | Saguenay, Canada          | 50 000 $  | Dur (int.)   | Coco Vandeweghe       | 60-7, 6-3, 6-3 |
| Victoire  | 7.  | 10 mai 2014     | Tunis, Tunisie            | 25 000 $  | Terre battue | Valeria Savinykh      | 6-3, 7-6       |
| Finaliste | 3.  | 10 août 2014    | Landisville, États-Unis   | 25 000 $  | Dur          | Paula Kania           | 7-5, 3-6, 4-6  |
| Finaliste | 4.  | 2 novembre 2014 | Nantes, France            | 50 000 $  | Dur (int.)   | Kateřina Siniaková    | 5-7, 2-6       |
| Victoire  | 8.  | 17 janvier 2016 | Daytona Beach, États-Unis | 25 000 $  | Terre battue | Olga Fridman (en)     | 0-6, 6-2, 6-4  |
| Victoire  | 9.  | 31 janvier 2016 | Sunrise, États-Unis       | 25 000 $  | Terre battue | Anna Tatishvili       | 3-6, 6-2, 6-1  |
| Victoire  | 10. | 8 mai 2016      | Tunis, Tunisie            | 25 000 $  | Terre battue | Romina Oprandi        | 1-6, 6-2, 6-2  |
| Victoire  | 11. | 17 juin 2018    | Manchester, Angleterre    | 100 000 $ | Gazon        | Sara Sorribes Tormo   | 6-2, 6-1       |

## Parcours en Grand Chelem

### Finales (3)
| Année | Tournoi       | Adversaire en finale | Score         |
| 2022  | Wimbledon     | Elena Rybakina       | 6-3, 2-6, 2-6 |
| 2022  | US Open       | Iga Świątek          | 2-6, 65-7     |
| 2023  | Wimbledon (2) | Markéta Vondroušová  | 4-6, 4-6      |

### En simple dames
| Année | Open d'Australie | Open d'Australie    | Internationaux de France | Internationaux de France | Wimbledon       | Wimbledon             | US Open         | US Open           |
| ----- | ---------------- | ------------------- | ------------------------ | ------------------------ | --------------- | --------------------- | --------------- | ----------------- |
| 2012  | —                | —                   | Q2                       | Heather Watson           | —               | —                     | —               | —                 |
| 2013  | —                | —                   | —                        | —                        | Q1              | Alla Kudryavtseva     | Q1              | Kateryna Kozlova  |
| 2014  | —                | —                   | Q1                       | Olivia Rogowska          | Q3              | Tamira Paszek         | 1er tour (1/64) | Andrea Petkovic   |
| 2015  | 1er tour (1/64)  | Vera Zvonareva      | Q2                       | Tereza Mrdeža            | —               | —                     | Q1              | Paula Badosa      |
| 2016  | —                | —                   | —                        | —                        | Q1              | Ekaterina Alexandrova | Q1              | Duan Ying-Ying    |
| 2017  | Q3               | Zhu Lin             | 3e tour (1/16)           | Timea Bacsinszky         | 1er tour (1/64) | Svetlana Kuznetsova   | 2e tour (1/32)  | Coco Vandeweghe   |
| 2018  | 1er tour (1/64)  | Elena Vesnina       | Q2                       | Richèl Hogenkamp         | 2e tour (1/32)  | Kateřina Siniaková    | 1er tour (1/64) | Ashleigh Barty    |
| 2019  | 1er tour (1/64)  | Tímea Babos         | 1er tour (1/64)          | Petra Martić             | 1er tour (1/64) | Petra Kvitová         | 3e tour (1/16)  | Karolína Plíšková |
| 2020  | 1/4 de finale    | Sofia Kenin         | 1/8 de finale            | Danielle Collins         | Annulé          | Annulé                | 3e tour (1/16)  | Sofia Kenin       |
| 2021  | 3e tour (1/16)   | Naomi Osaka         | 1/8 de finale            | Coco Gauff               | 1/4 de finale   | Aryna Sabalenka       | 3e tour (1/16)  | Elise Mertens     |
| 2022  | —                | —                   | 1er tour (1/64)          | Magda Linette            | Finale          | Elena Rybakina        | Finale          | Iga Świątek       |
| 2023  | 2e tour (1/32)   | Markéta Vondroušová | 1/4 de finale            | Beatriz Haddad Maia      | Finale          | Markéta Vondroušová   | 1/8 de finale   | Zheng Qinwen      |
| 2024  | 2e tour (1/32)   | Mirra Andreeva      | 1/4 de finale            | Coco Gauff               | 3e tour (1/16)  | Elina Svitolina       | —               | —                 |
| 2025  | 3e tour (1/16)   | Emma Navarro        | 1er tour (1/64)          | Magdalena Fręch          | 1er tour (1/64) | Viktoriya Tomova      | —               | —                 |

N.B. : à droite du résultat se trouve le nom de l'ultime adversaire.

### En double dames
| Année | Open d'Australie                                                                     | Open d'Australie | Internationaux de France | Internationaux de France | Wimbledon                                                                      | Wimbledon                                                                      | US Open | US Open |
| ----- | ------------------------------------------------------------------------------------ | ---------------- | ------------------------ | ------------------------ | ------------------------------------------------------------------------------ | ------------------------------------------------------------------------------ | ------- | ------- |
| 2019  | —                                                                                    | —                | —                        | —                        | 1er tour (1/32) F. Stollár \|\| style="text-align:left;" \| G. Dabrowski Xu Y. | 2e tour (1/16) F. Stollár \|\| style="text-align:left;" \| C. Dolehide V. King |         |         |
| 2020  | 1/8 de finale L. Arruabarrena \|\| style="text-align:left;" \| J. Brady C. Dolehide  | —                | —                        | Annulé                   | Annulé                                                                         | —                                                                              | —       |         |
| 2021  | 2e tour (1/16) C. McHale \|\| style="text-align:left;" \| B. Krejčíková K. Siniaková | —                | —                        | —                        | —                                                                              | —                                                                              | —       |         |

N.B. : le nom de la partenaire se trouve sous le résultat ; les noms des ultimes adversaires se trouvent à droite.

## Parcours en «Premier» et WTA 1000
Les tournois WTA « Premier Mandatory » et « Premier 5 » (entre 2009 et 2020) et WTA 1000 (à partir de 2021) constituent les catégories d'épreuves les plus prestigieuses, après les quatre levées du Grand Chelem. 

De 2009 à 2023, les tournois Premier Mandatory (dits tournois WTA 1000 obligatoires entre 2021 et 2023) regroupent Indian Wells, Miami, Madrid et Pékin, les autres constituant les tournois Premier 5 (tournois WTA 1000 non-obligatoires). À partir de 2024, le nombre de tournois WTA 1000 passe à 10 par saison (fin de l’alternance Doha / Dubaï), ces derniers devenant tous obligatoires et offrant tous 1000 points à la vainqueure (contre 900 points précédemment pour les tournois Premier 5).

### En simple dames
| Année |       |                            |                             |                               |                                 |                            |                           |                          |                            |                           |  |                             |
| Doha  | Dubaï | Indian Wells               | Miami                       | Madrid                        | Rome                            | Canada                     | Cincinnati                | Pékin                    |                            | Tokyo                     |  |                             |
| Doha  | Dubaï | Indian Wells               | Miami                       | Madrid                        | Rome                            | Canada                     | Cincinnati                | Pékin                    | Wuhan                      |                           |  |                             |
| Doha  | Dubaï | Indian Wells               | Miami                       | Madrid                        | Rome                            | Canada                     | Cincinnati                | Pékin                    | Guadalajara                |                           |  |                             |
| 2012  |       | 1er tour (1/32) V. Razzano | WTA 500                     |                               |                                 |                            |                           |                          |                            |                           |  |                             |
| 2013  |       | 1er tour (1/32) S. Cîrstea | WTA 500                     |                               |                                 |                            |                           |                          |                            |                           |  |                             |
|       |       |                            |                             |                               |                                 |                            |                           |                          |                            |                           |  |                             |
| 2015  |       | WTA 500                    |                             | 2e tour (1/32) C. Wozniacki   |                                 |                            |                           |                          |                            |                           |  |                             |
|       |       |                            |                             |                               |                                 |                            |                           |                          |                            |                           |  |                             |
| 2017  |       | WTA 500                    | 2e tour (1/16) Wang Q.      |                               |                                 |                            |                           |                          |                            |                           |  | 1er tour (1/32) B. Strýcová |
| 2018  |       | 1er tour (1/32) Duan Y-Y.  | WTA 500                     |                               |                                 |                            |                           |                          |                            | 2e tour (1/16) D. Vekić   |  |                             |
| 2019  |       | WTA 500                    | 2e tour (1/16) E. Svitolina | 1er tour (1/64) M. Doi        | 2e tour (1/32) S. Stephens      |                            |                           |                          | 1er tour (1/32) J. Brady   |                           |  | 2e tour (1/16) E. Rybakina  |
| 2020  |       | 1/4 de finale P. Kvitová   | WTA 500                     | Annulé                        | Annulé                          | Annulé                     | 1er tour (1/32) C. Gauff  | Annulé                   | 1/4 de finale V. Azarenka  | Annulé                    |  | Annulé                      |
| 2021  |       | WTA 500                    | 3e tour (1/8) J. Teichmann  | 1/2 finale P. Badosa          | 4e tour (1/8) S. Sorribes Tormo | 3e tour (1/8) B. Bencic    |                           | 1/4 de finale J. Pegula  | 3e tour (1/8) P. Kvitová   | Annulé                    |  | Annulé                      |
| 2022  |       | 1/4 de finale A. Kontaveit | WTA 500                     | 2e tour (1/32) D. Saville     | 4e tour (1/8) D. Collins        | Victoire J. Pegula         | Finale I. Świątek         | 2e tour (1/16) Zheng Q.  | 3e tour (1/8) P. Kvitová   | Hors calendrier           |  |                             |
| 2023  |       | WTA 500                    |                             | 3e tour (1/16) M. Vondroušová | 2e tour (1/32) V. Gracheva      |                            | 2e tour (1/32) P. Badosa  |                          | 1/4 de finale A. Sabalenka | 2e tour (1/16) M. Kostyuk |  | 3e tour (1/8) M. Trevisan   |
| 2024  |       | 2e tour (1/16) L. Tsurenko |                             | 2e tour (1/32) K. Volynets    | 2e tour (1/32) E. Avanesyan     | 1/4 de finale M. Keys      | 2e tour (1/32) S. Kenin   | 1er tour (1/32) N. Osaka |                            |                           |  |                             |
| 2025  |       | 1/4 de finale J. Ostapenko | 1er tour (1/32) P. Stearns  | 2e tour (1/32) D. Yastremska  | 3e tour (1/16) J. Paolini       | 2e tour (1/32) M. Uchijima | 3e tour (1/16) J. Paolini |                          |                            |                           |  |                             |

Sous le résultat, l’ultime adversaire.
1. 1 2   Les tournois de Doha et Dubaï alternent le statut de tournoi WTA 1000 (ex Premier 5) entre 2009 et 2023 : les trois premières éditions ont lieu à Dubaï, les trois suivantes à Doha, puis Dubaï accueille le tournoi de cette catégorie les années impaires et Dubaï les années paires. De 2011 à 2023, la ville qui n’accueille pas de WTA 1000 organise à la place un tournoi WTA 500 (ex Premier).
2. 1 2 3 4 5 6 7 8   L’ordre de déroulement des tournois a évolué depuis 2009 : Rome se dispute avant Madrid et Cincinnati avant Montréal/Toronto jusqu’en 2010, tandis que Tokyo (2009-2013)-Wuhan (2014-2019, 2024-)-Guadalajara (2022-2023) ont lieu avant Pékin jusqu’en 2023.
3. 1 2 3 4 5 6 7 8  Du fait de la pandémie de Covid-19, les tournois d’Indian Wells, de Miami, de Madrid, du Canada, de Wuhan et de Pékin sont annulés en 2020. Ces deux derniers le sont également en 2021. Pour des raisons d’organisation, le tournoi de Cincinnati 2020 a exceptionnellement lieu à Flushing Meadows à New York.
4. ↑  Le 1er décembre 2021, le président de la WTA, Steve Simon, annonce que tous les tournois prévus en Chine et à Hong Kong sont suspendus à partir de 2022, en raison de préoccupations concernant la sécurité et le bien-être de la joueuse de tennis chinoise Peng Shuai après ses allégations de relations sexuelles non-consenties avec Zhang Gaoli, membre de haut rang du Parti communiste chinois. Le tournoi de Pékin revient en 2023. Le tournoi de Guadalajara remplace celui de Wuhan pendant deux ans, ce dernier réapparaissant en 2024.

## Parcours au Masters

### En simple dames
| # | Date       | Nom de l'édition      | ($)       | Surface    | Résultat               | Ultime adversaire   | Score          |          |
| - | ---------- | --------------------- | --------- | ---------- | ---------------------- | ------------------- | -------------- | -------- |
| 1 | 31/10/2022 | WTA Finals Fort Worth | 5 000 000 | Dur (int.) | Round Nancy (défaite)  | Aryna Sabalenka     | 6-3, 65-7, 5-7 | Parcours |
| 1 | 31/10/2022 | WTA Finals Fort Worth | 5 000 000 | Dur (int.) | Round Nancy (victoire) | Jessica Pegula      | 1-6, 6-3, 6-3  | Parcours |
| 1 | 31/10/2022 | WTA Finals Fort Worth | 5 000 000 | Dur (int.) | Round Nancy (défaite)  | María Sákkari       | 2-6, 3-6       | Parcours |
| 2 | 29/10/2023 | WTA Finals Cancún     | 9 000 000 | Dur (ext.) | Round Robin (défaite)  | Coco Gauff          | 0-6, 1-6       | Parcours |
| 2 | 29/10/2023 | WTA Finals Cancún     | 9 000 000 | Dur (ext.) | Round Robin (victoire) | Markéta Vondroušová | 6-4, 6-3       | Parcours |
| 2 | 29/10/2023 | WTA Finals Cancún     | 9 000 000 | Dur (ext.) | Round Robin (défaite)  | Iga Świątek         | 1-6, 2-6       | Parcours |

## Parcours aux Jeux olympiques

### En simple dames
| # | Date       | Nom de l'olympiade                     | Surface      | Résultat        | Ultime adversaire    | Score          |          |
| - | ---------- | -------------------------------------- | ------------ | --------------- | -------------------- | -------------- | -------- |
| 1 | 28/07/2012 | Jeux olympiques de 2012 Wimbledon      | Gazon (ext.) | 1er tour (1/32) | Sabine Lisicki       | 4-6, 6-0, 7-5  | Parcours |
| 2 | 06/08/2016 | Jeux olympiques de 2016 Rio de Janeiro | Dur (ext.)   | 1er tour (1/32) | Daria Kasatkina      | 3-6, 7-64, 6-1 | Parcours |
| 3 | 31/07/2021 | Jeux olympiques de 2020 Tokyo          | Dur (ext.)   | 1er tour (1/32) | Carla Suárez Navarro | 6-4, 6-3       | Parcours |

## Autres compétitions
- Médaille d'or en simple dames à la coupe d'Afrique des nations de 2012 à Dakar
- Médaille d'or en équipe dames à la coupe d'Afrique des nations de 2012 à Dakar
- Médaille d'or en équipe dames aux Jeux panarabes de 2011 à Doha
- Médaille d'or en simple dames aux Jeux africains de 2011 à Maputo
- Médaille d'or en équipe dames à la coupe d'Afrique des nations de 2009 au Caire
- Médaille d'argent en double dames avec Nour Abbès (en) aux Jeux africains de 2011 à Maputo
- Médaille d'argent en simple dames à la coupe d'Afrique des nations de 2009 au Caire
- Médaille d'argent en équipe dames à la coupe d'Afrique des nations de 2008 à Casablanca
- Médaille de bronze en double dames avec Nour Abbès aux Jeux méditerranéens de 2013 à Mersin
- Médaille de bronze en double dames avec Nour Abbès aux Jeux panarabes de 2011 à Doha

## Classement WTA en fin de saison
| Année          | 2010 | 2011 | 2012 | 2013 | 2014 | 2015 | 2016 | 2017 | 2018 | 2019 | 2020 | 2021 | 2022 | 2023 | 2024 |
| Rang en simple | 601  | 1209 | 264  | 139  | 146  | 210  | 193  | 88   | 62   | 76   | 31   | 10   | 2    | 6    | 42   |
| Rang en double | 778  | –    | –    | –    | –    | –    | –    | 835  | –    | 180  | 215  | 160  | 258  | 532  | 348  |

Source : (en) Classements de Ons Jabeur sur le site officiel de la Fédération internationale de tennis

## Records et statistiques

### Confrontations avec ses principales adversaires
Confrontations lors des différents tournois WTA avec ses principales adversaires (5 confrontations minimum et avoir été membre du top 10). Classement par pourcentage de victoires. Situation au 21 juin 2025 :
| Joueuse             | Meilleur classement | Confrontations | Victoires | Défaites | Pourcentage de victoires | Dernière confrontation                    |
| ------------------- | ------------------- | -------------- | --------- | -------- | ------------------------ | ----------------------------------------- |
| Paula Badosa        | 2                   | 5              | 1         | 4        | 20                       | défaite (1-6, 4-6) à Rome 2023            |
| Elina Svitolina     | 3                   | 5              | 1         | 4        | 20                       | défaite (1-6, 64-7) à Wimbledon 2024      |
| Coco Gauff          | 2                   | 8              | 2         | 6        | 25                       | défaite (69-7, ab.) à Berlin 2024         |
| Iga Świątek         | 1                   | 7              | 2         | 5        | 28,6                     | défaite (1-6, 2-6) au Masters 2023        |
| Sofia Kenin         | 4                   | 9              | 3         | 6        | 33,3                     | victoire (6-3, 6-4) à Doha 2025           |
| Aryna Sabalenka     | 1                   | 6              | 2         | 4        | 33,3                     | défaite (5-7, 3-6) à Cincinnati 2023      |
| Danielle Collins    | 7                   | 5              | 2         | 3        | 40                       | victoire (7-66, 6-2) à Adélaïde 2025      |
| Petra Kvitová       | 2                   | 7              | 3         | 4        | 42,9                     | victoire par forfait à Rome 2025          |
| Markéta Vondroušová | 5                   | 9              | 4         | 5        | 44,6                     | défaite (4-6, 1-6) à Berlin 2025          |
| Anett Kontaveit     | 2                   | 6              | 3         | 3        | 50                       | victoire (7-5, 6-3) à Indian Wells 2021   |
| Jasmine Paolini     | 4                   | 6              | 3         | 3        | 50                       | victoire (6-1, 6-3) à Berlin 2025         |
| Elena Rybakina      | 3                   | 6              | 3         | 3        | 50                       | défaite (2-6, 6-4, 64-7) à Abou Dabi 2025 |
| Jeļena Ostapenko    | 5                   | 7              | 4         | 3        | 57,1                     | défaite (2-6, 2-6) à Doha 2025            |
| Belinda Bencic      | 4                   | 5              | 3         | 2        | 60                       | victoire (7-66, 6-4) à Charleston 2023    |
| Jessica Pegula      | 3                   | 6              | 4         | 2        | 66,7                     | victoire (1-6, 6-3, 6-3) au Masters 2022  |
| Daria Kasatkina     | 8                   | 7              | 5         | 2        | 71,4                     | victoire (7-5, 7-5) à Charleston 2023     |

### Victoires sur le top 10
Toutes ses victoires sur des joueuses classées dans le top 10 de la WTA lors de la rencontre.
| Légende                        |
| Grand Chelem                   |
| Masters                        |
| Premier / Premier 5 / WTA 1000 |
| Premier / WTA 500              |
| WTA 250                        |
| Fed Cup                        |

|    |        |  | Tournoi       | Année | Surface      |                 | Adversaire          | Rang  | Tour           | Score          | Tableau |
| -- | ------ |  | ------------- | ----- | ------------ | --------------- | ------------------- | ----- | -------------- | -------------- | ------- |
| 1  | no 114 |  | Roland-Garros | 2017  | Terre battue |                 | Dominika Cibulková  | no 7  | 1/32           | 6-4, 6-3       | Tableau |
| 2  | no 113 |  | Pékin         | 2018  | Dur          |                 | Simona Halep        | no 1  | 1/32           | 6-1, ab.       | Tableau |
| 3  | no 101 |  | Moscou        | 2018  | Dur (int.)   |                 | Sloane Stephens     | no 8  | 1/8            | 6-3, 6-2       | Tableau |
| 4  | no 44  |  | Doha          | 2020  | Dur          |                 | Karolína Plíšková   | no 3  | 1/8            | 6-4, 3-6, 6-3  | Tableau |
| 5  | no 30  |  | Miami         | 2021  | Dur          |                 | Sofia Kenin         | no 4  | 1/16           | 6-4, 4-6, 6-4  | Tableau |
| 6  | no 24  |  | Wimbledon     | 2021  | Gazon        |                 | Iga Świątek         | no 9  | 1/8            | 5-7, 6-1, 6-1  | Tableau |
| 7  | no 22  |  | Canada        | 2021  | Dur          |                 | Bianca Andreescu    | no 8  | 1/16           | 65-7, 6-4, 6-1 | Tableau |
| 8  | no 20  |  | Cincinnati    | 2021  | Dur          |                 | Iga Świątek         | no 7  | 1/16           | 6-3, 6-3       | Tableau |
| 9  | no 16  |  | Chicago       | 2021  | Dur          |                 | Elina Svitolina     | no 6  | 1/4            | 6-4, 6-2       | Tableau |
| 10 | no 7   |  | Rome          | 2022  | Terre battue |                 | María Sákkari       | no 4  | 1/4            | 1-6, 7-5, 6-1  | Tableau |
| 11 | no 2   |  | Masters       | 2022  | Dur (int.)   |                 | Jessica Pegula      | no 3  | RR             | 1-6, 6-3, 6-3  | Tableau |
| 12 | no 5   |  | Charleston    | 2023  | Terre battue |                 | Daria Kasatkina     | no 8  | 1/2            | 7-5, 7-5       | Tableau |
| 13 | no 6   |  | Wimbledon     | 2023  | Gazon        |                 | Petra Kvitová       | no 9  | 1/8            | 6-0, 6-3       | Tableau |
| 14 | no 6   |  | Wimbledon     | 2023  | Gazon        | Elena Rybakina  | no 3                | 1/4   | 65-7, 6-4, 6-1 |                | Tableau |
| 15 | no 6   |  | Wimbledon     | 2023  | Gazon        | Aryna Sabalenka | no 2                | 1/2   | 65-7, 6-4, 6-3 |                | Tableau |
| 16 | no 7   |  | Masters       | 2023  | Dur          |                 | Markéta Vondroušová | no 6  | RR             | 6-4, 6-3       | Tableau |
| 17 | no 9   |  | Madrid        | 2024  | Terre battue |                 | Jeļena Ostapenko    | no 10 | 1/8            | 6-0, 6-4       | Tableau |
| 18 | no 35  |  | Doha          | 2025  | Dur          |                 | Zheng Qinwen        | no 8  | 1/16           | 6-4, 6-2       | Tableau |
| 19 | no 61  |  | Berlin        | 2025  | Gazon        |                 | Jasmine Paolini     | no 5  | 1/8            | 6-1, 6-3       | Tableau |

## Hommages et distinctions

### Décorations
- Grand officier de l'ordre national du Mérite (Tunisie, 14 juillet 2022)[176],[177]

### Prix
- Prix de la femme arabe de l'année (28 novembre 2019)[178],[179]

### Films
En juillet 2022, un documentaire Netflix est en cours de réalisation sur le parcours d'Ons Jabeur,.